# M16突擊步槍
M16槍系是一系列突擊步槍，發射北約標準的5.56毫米口徑彈藥。M16是1967年以來美國陸軍使用的步兵輕兵器主力，亦被至少15個北約國家所採用，更是同口徑槍械中產量最多的一個型號。M16是美國軍方給由阿瑪萊特AR-15發展而來的軍械之編號。

## 發展沿革

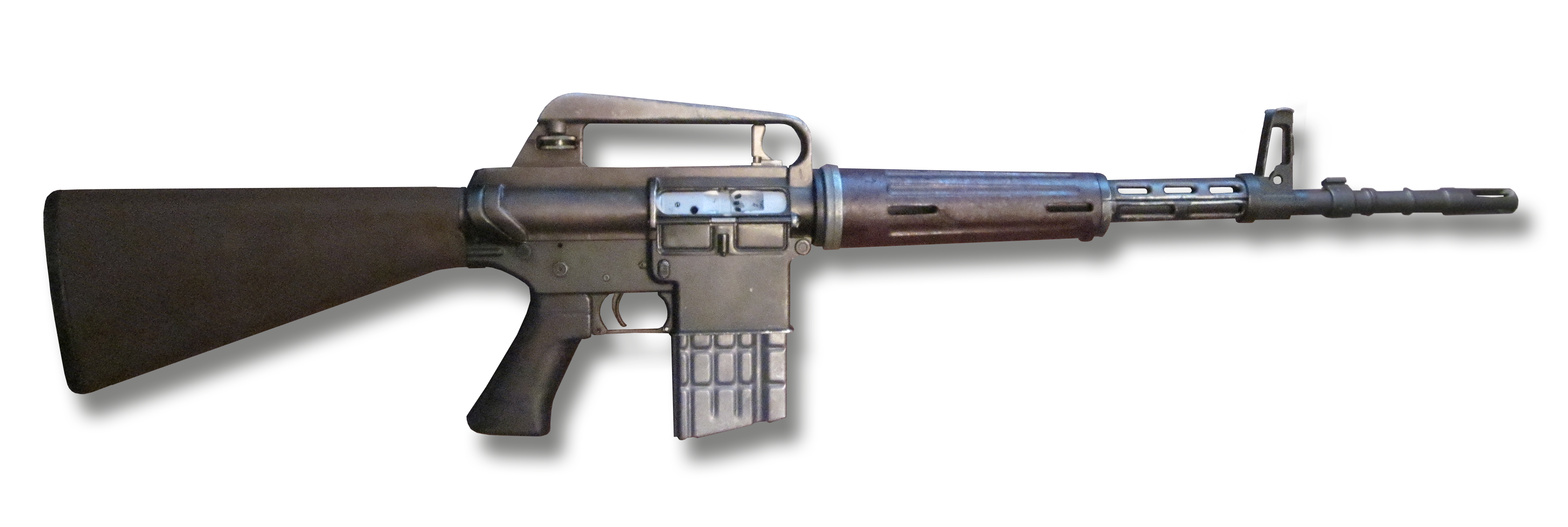
AR-10 步槍

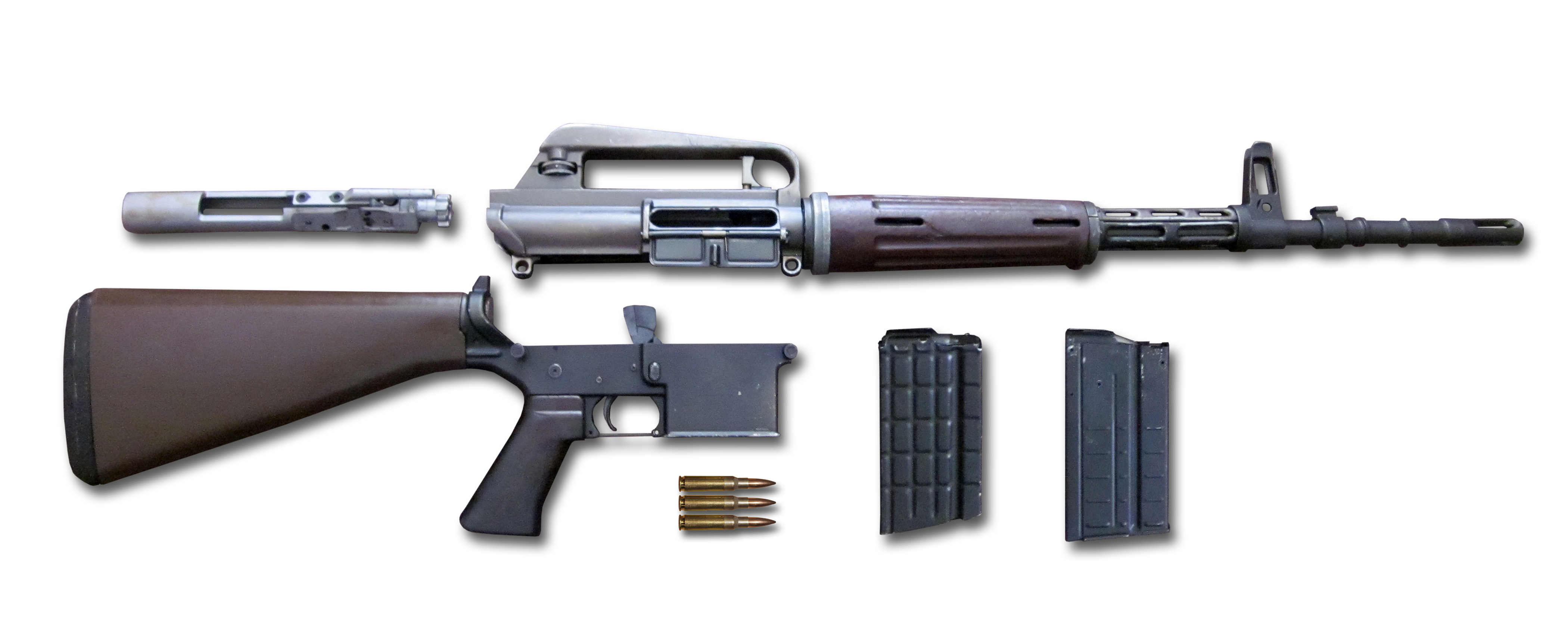
AR10 野戰分解保養時部件示意圖，提把中鉤型裝置是槍機拉柄

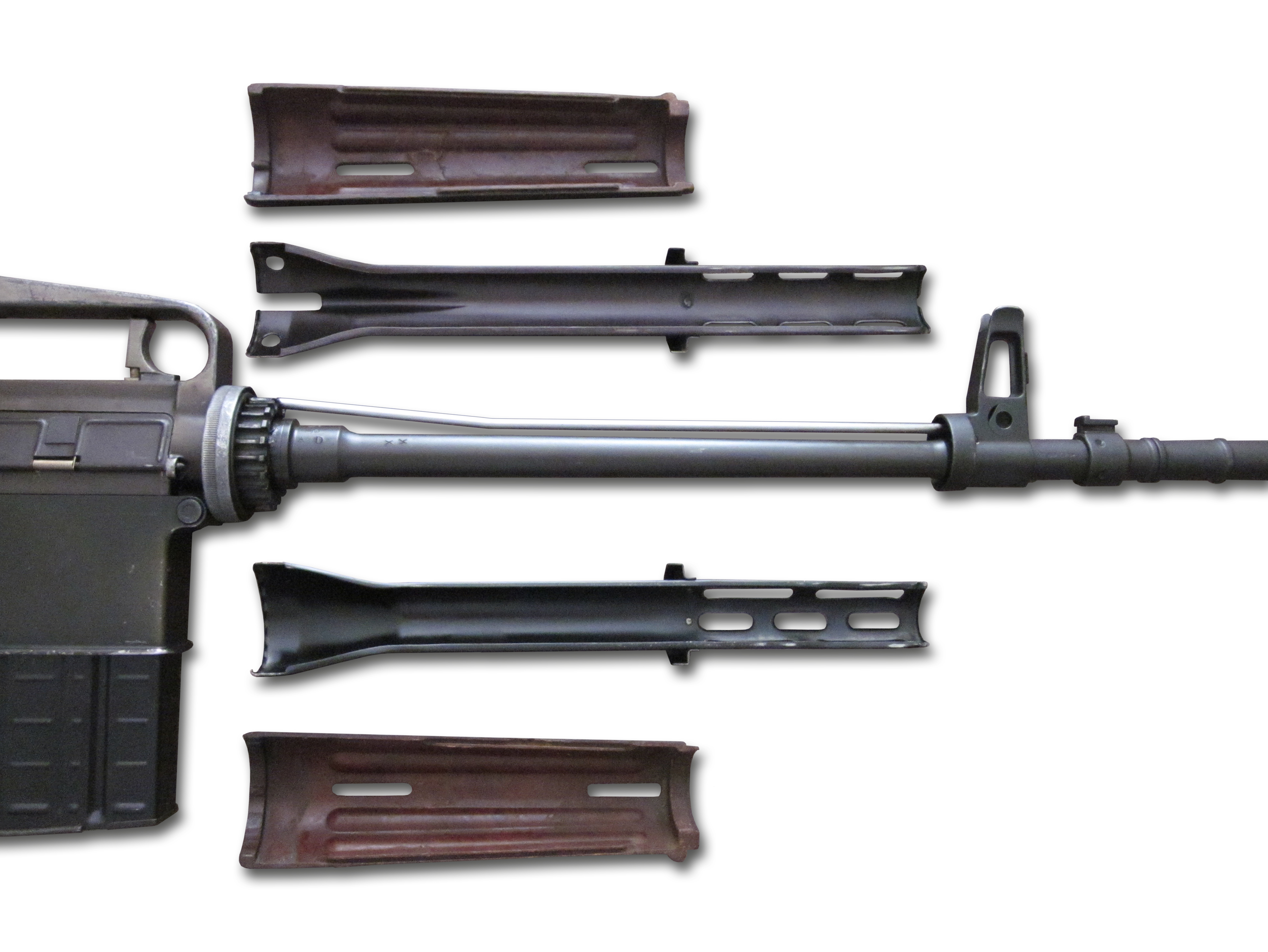
AR10 槍管及附屬組件

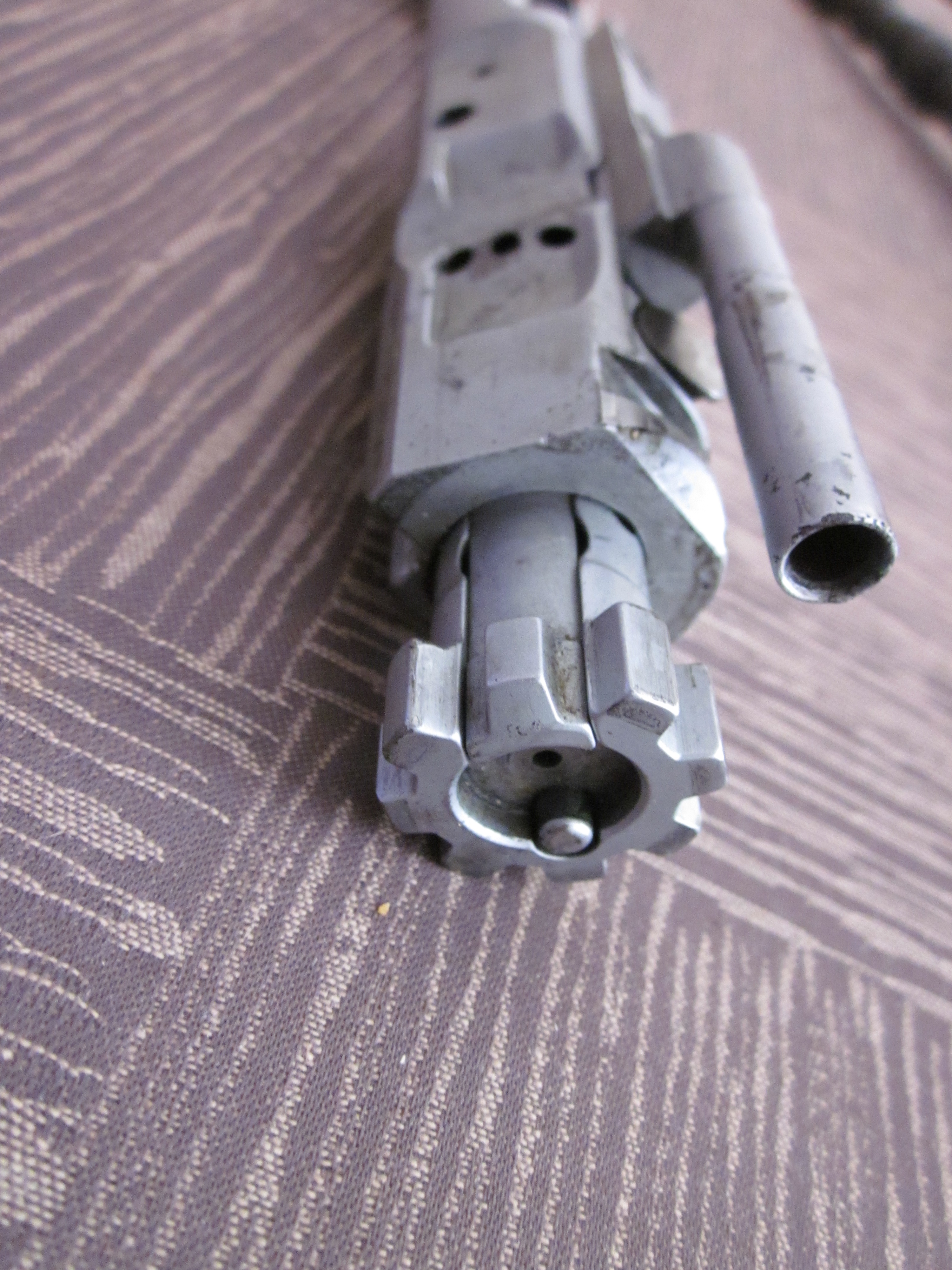
這是AR-10 槍機總成（bolt assembly），右方長管狀是槍機氣室（作用類似容納活塞運動的氣體缸管），可旋轉活動的槍機頭（bolt head）周圍類似齒輪物是「bolt lug 」（槍機凸耳，可譯成槍機頭鎖耳），有8個，其中一個兼具退殼勾（extractor）作用，內凹中心是撞針孔，下方圓柱是退殼挺（ejector），膛室閉鎖靠「槍機凸耳」旋轉完成密封，是AR槍系獨有特徵， 過程中槍機座(Bolt Carrier)本體不「滾轉」，只有槍機凸耳（Bolt lug）旋轉，槍機不旋轉。不能稱為Rotating bolt ，毛瑟步槍、M14步槍、AK系步槍是旋轉式槍機（Rotating bolt ），英語相關著作多認為運作方式類似Rotating bolt 。

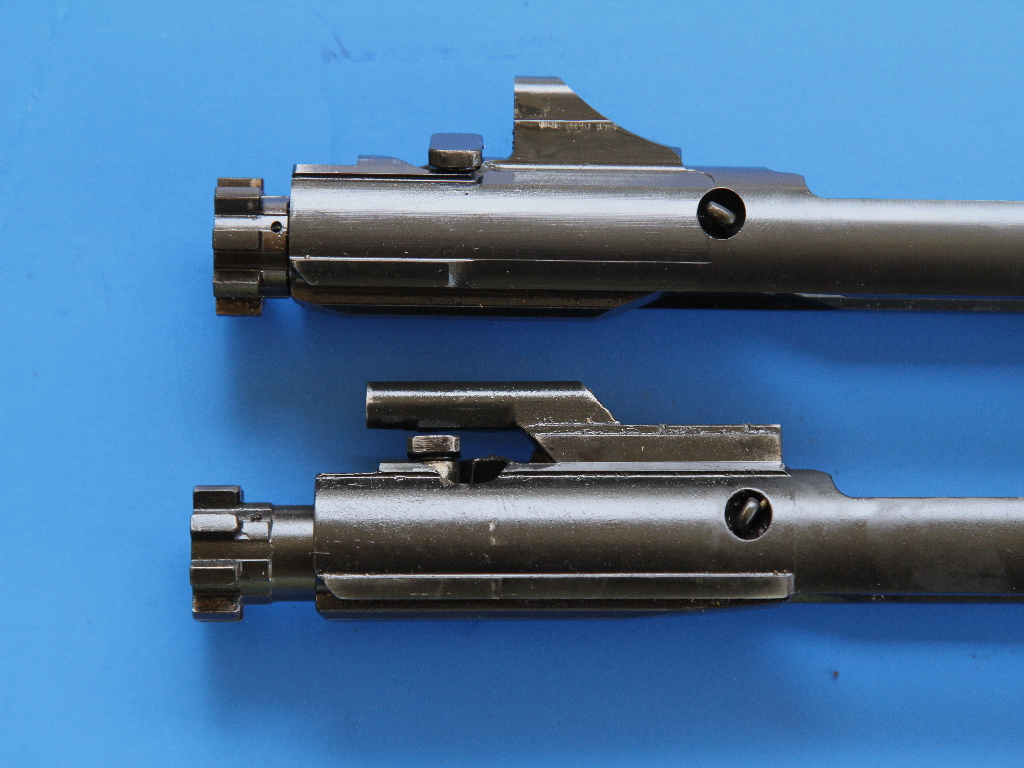
儒格SR-556半自動步槍氣體短行程活塞傳動系統槍機前進閉鎖狀態，下為AR-15氣體直接傳動系統槍機後退開鎖狀態，孔中插銷是固定撞針用，只有槍機凸耳（bolt lug）旋轉，槍機不旋轉，不屬於Rotating bolt，在AR-15槍機氣室底下有塊方頭插銷叫Cam Pin（凸輪銷）

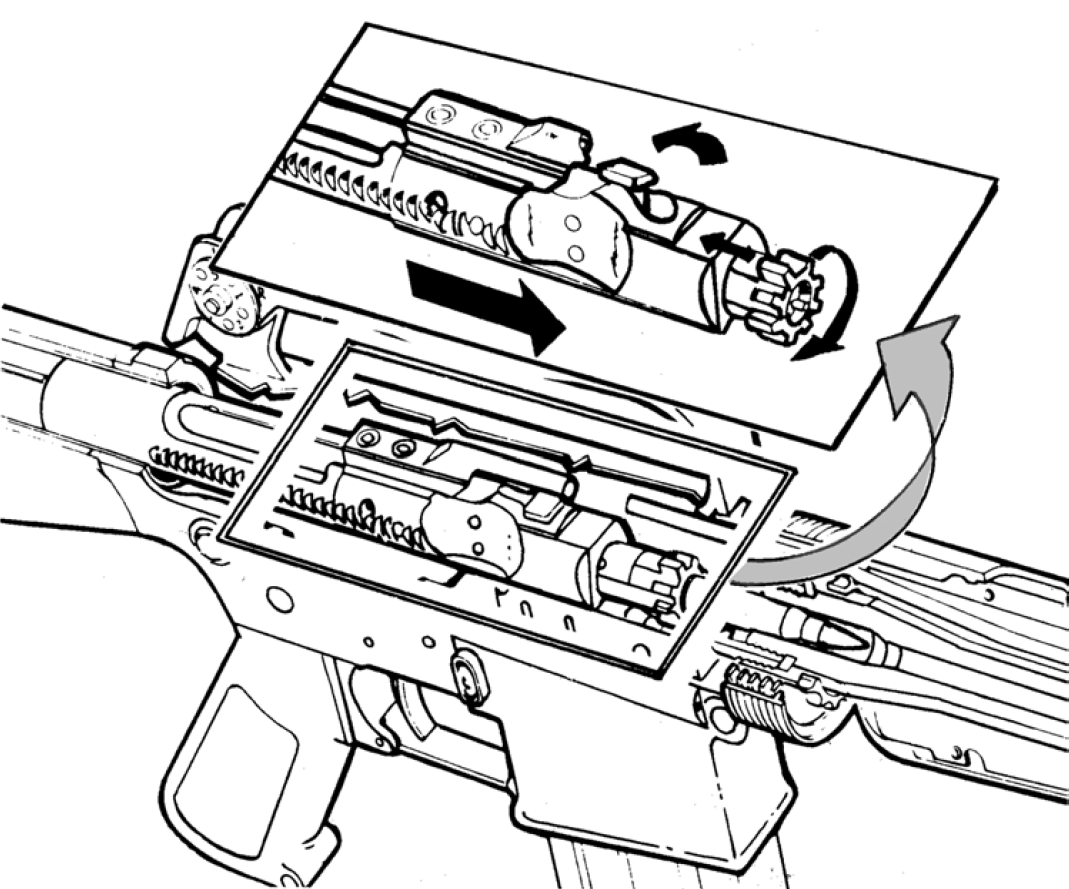
M16槍機（bolt）的槍機頭（bolt head）有八個bolt lug（槍機凸耳，可譯成槍機頭鎖耳）旋轉閉鎖的情形。

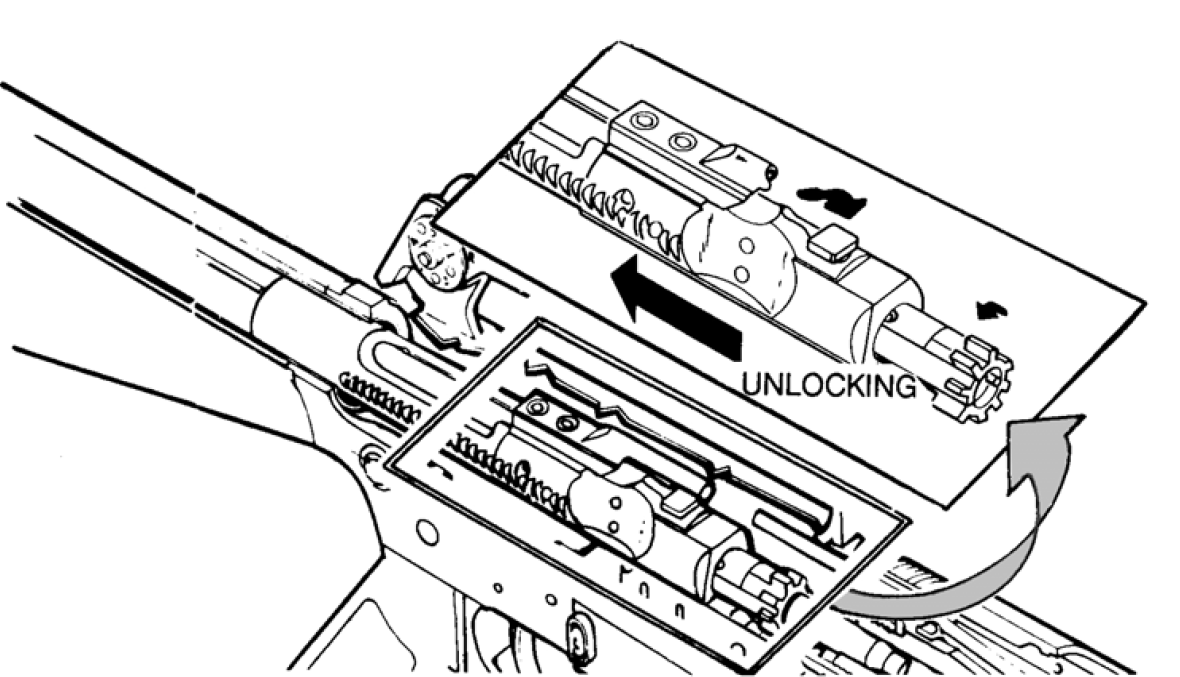
M16槍機（bolt）的槍機頭（bolt head）有八個bolt lug（槍機凸耳，可譯成槍機頭鎖耳）旋轉開鎖的情形。

Rotating Bolt 示意圖顯示槍機凸耳（Bolt Lug）在膛室內進行閉鎖膛室動作

HK G3槍系採用「滾軸延遲反衝式槍機」，槍機凸耳（Bolt Lug）使滾柱軸承進行閉鎖槍膛動作被稱為「滾軸延遲反衝式槍機」

M16直接氣體傳動系統原理

FN FAL 氣體短行程活塞傳動系統

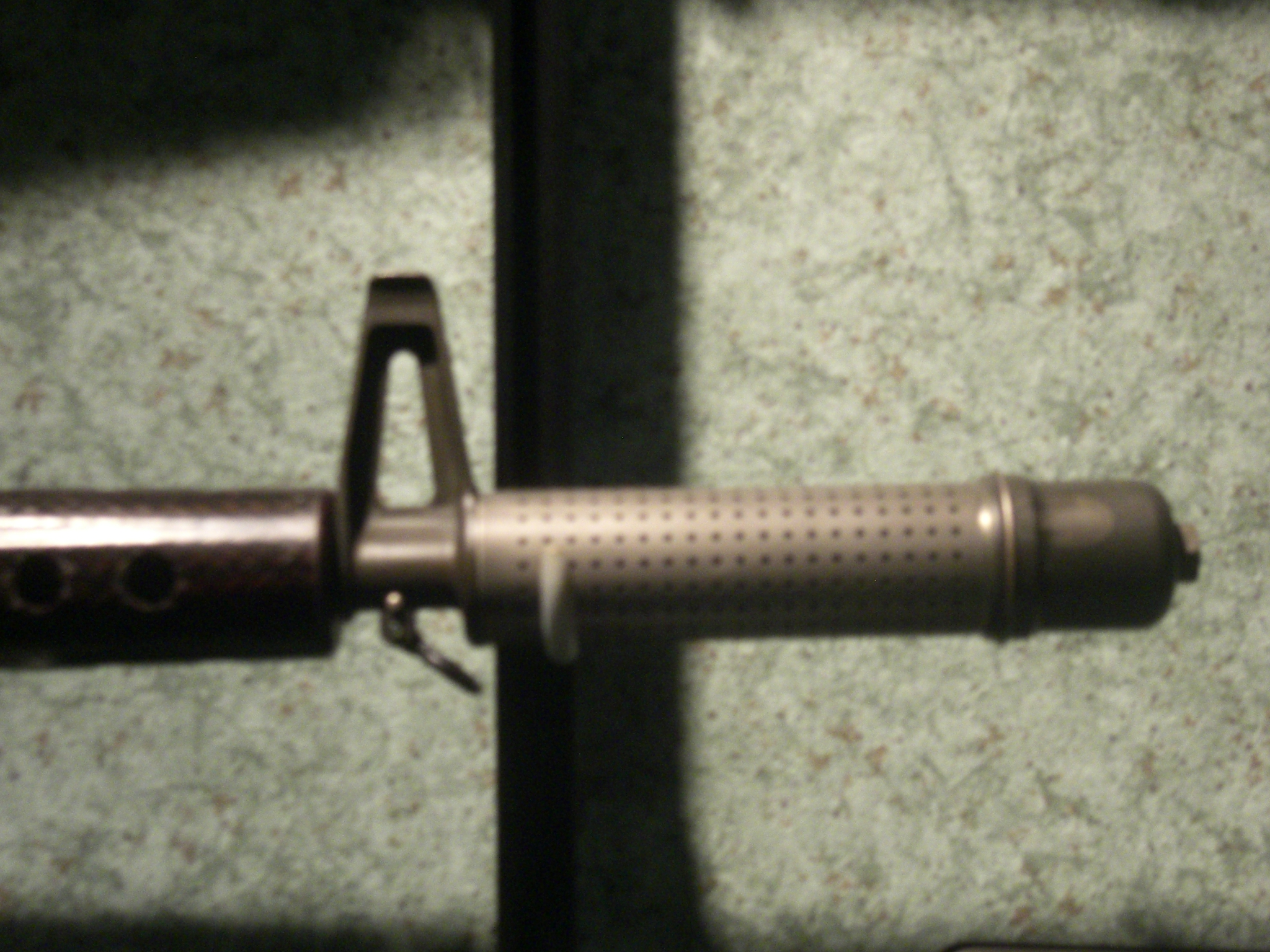
AR-10 空包彈制退器（compensator）

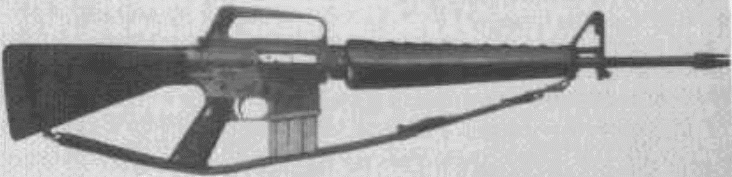
早期的M16／A1突擊步槍，值得注意的是其採用「鴨嘴狀」消焰器、三角型護木及老式表尺設計，同時它也缺乏槍機復進助推器。M16最早是由美國空軍於1960年代初以測試的名義投入越南戰爭；直到1967年，美國陸軍才正式將M16A1定為陸軍的制式步槍

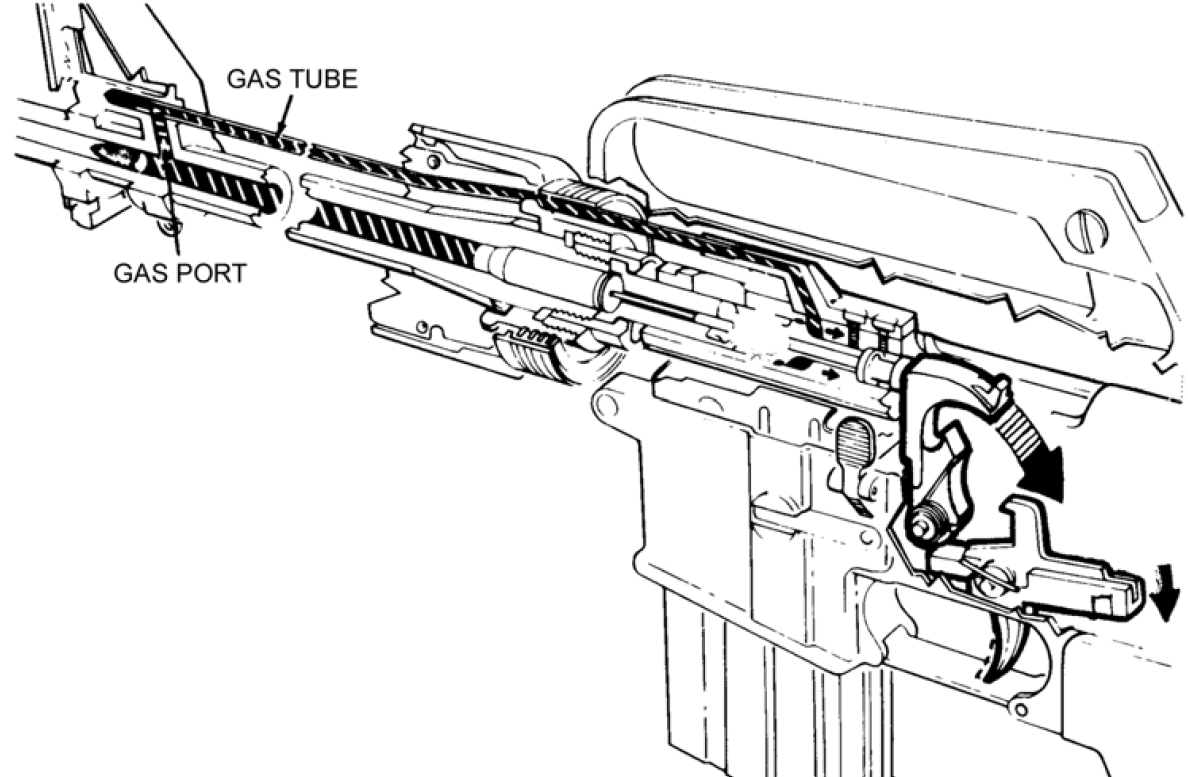
M16 上機匣的結構簡圖

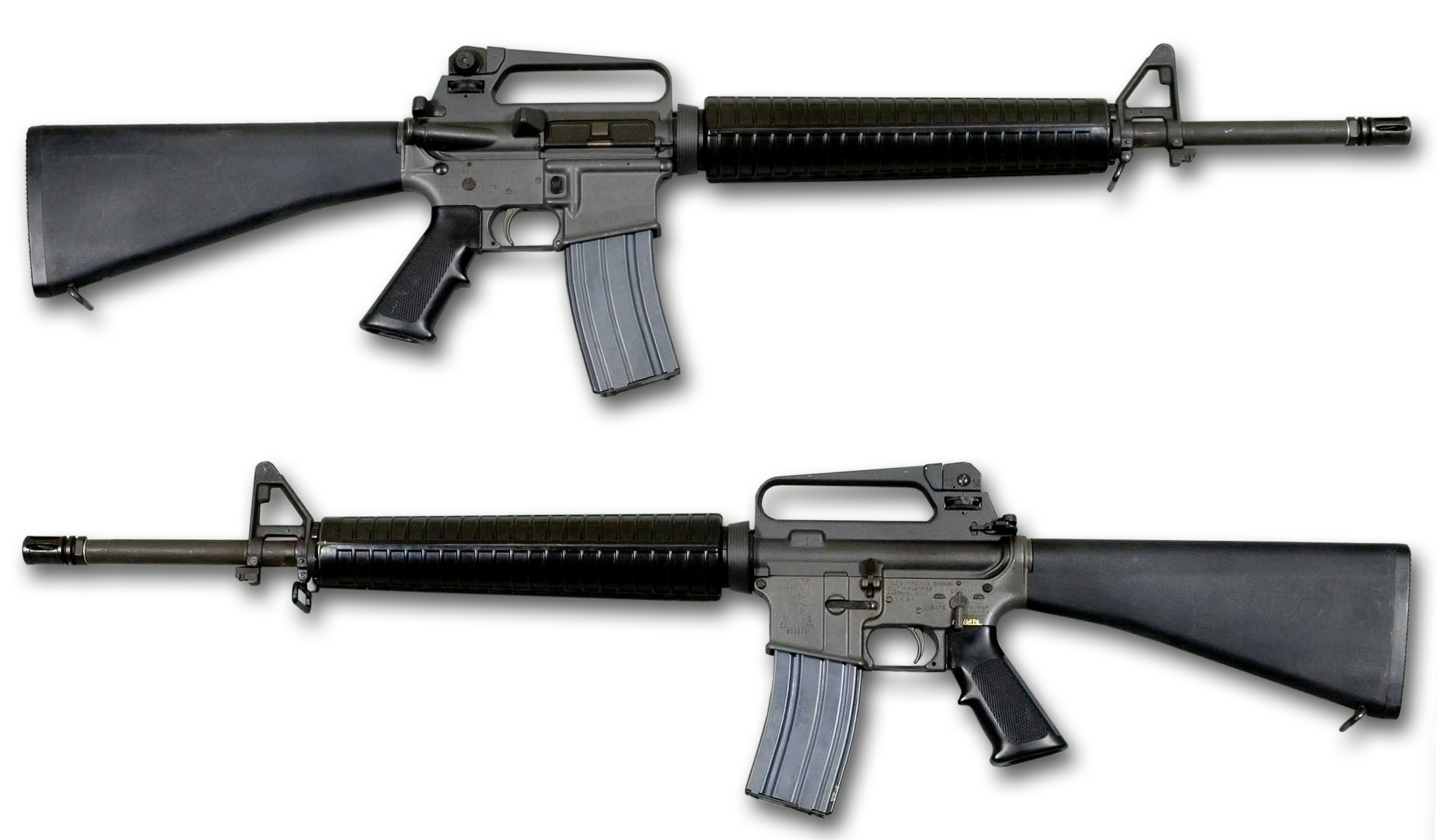
M16A2 側面圖

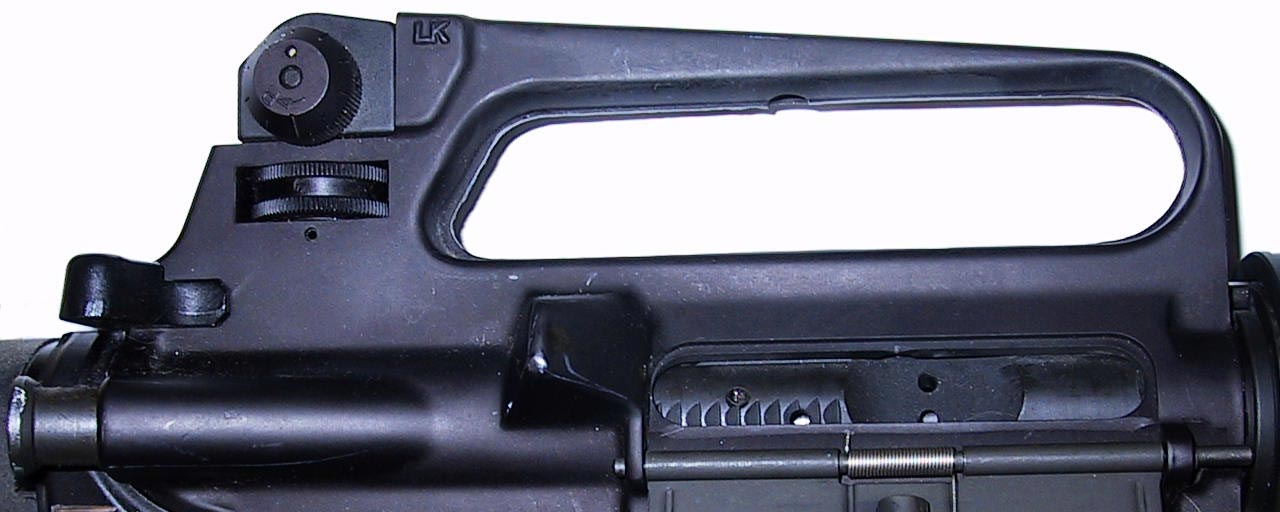
M16A2配備新型的覘孔和槍機復進助推器，另外在這張照片中也可看見位於彈殼拋殼偏向裝置前方的防塵蓋

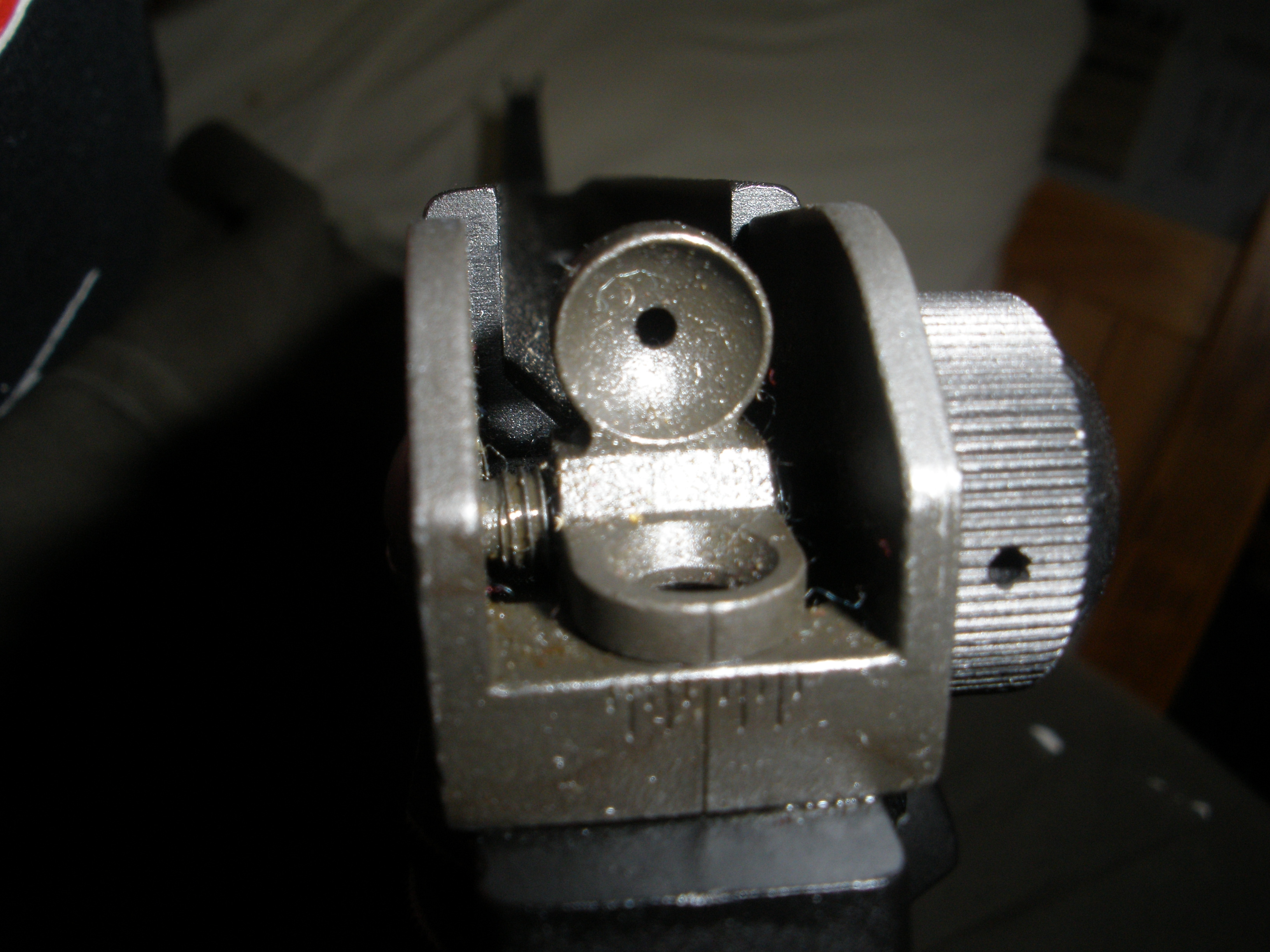
M16A2 覘孔（小覘孔孔徑1.8公釐，大覘孔5公釐，可翻轉

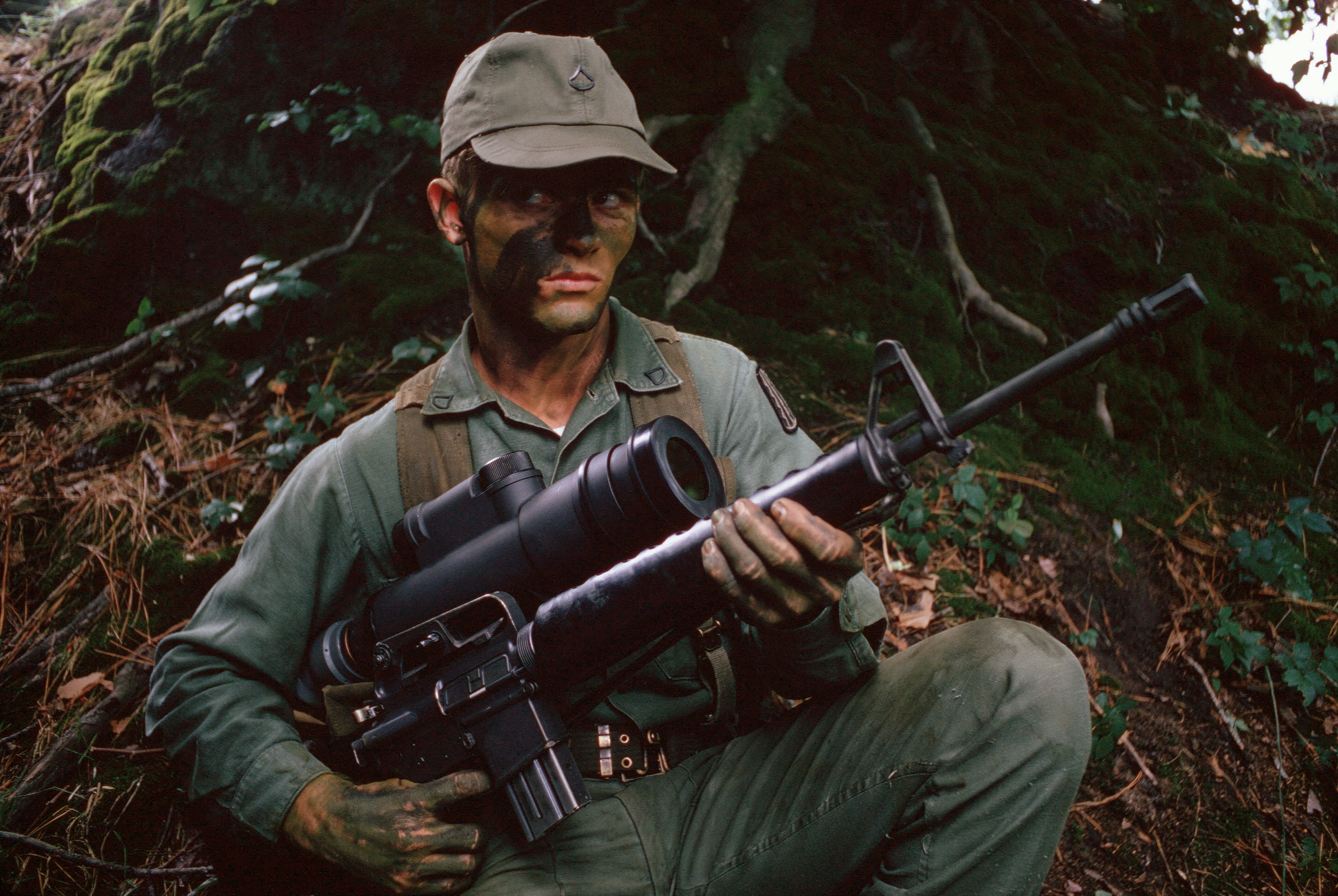
M16A1和 PVS-2夜視鏡

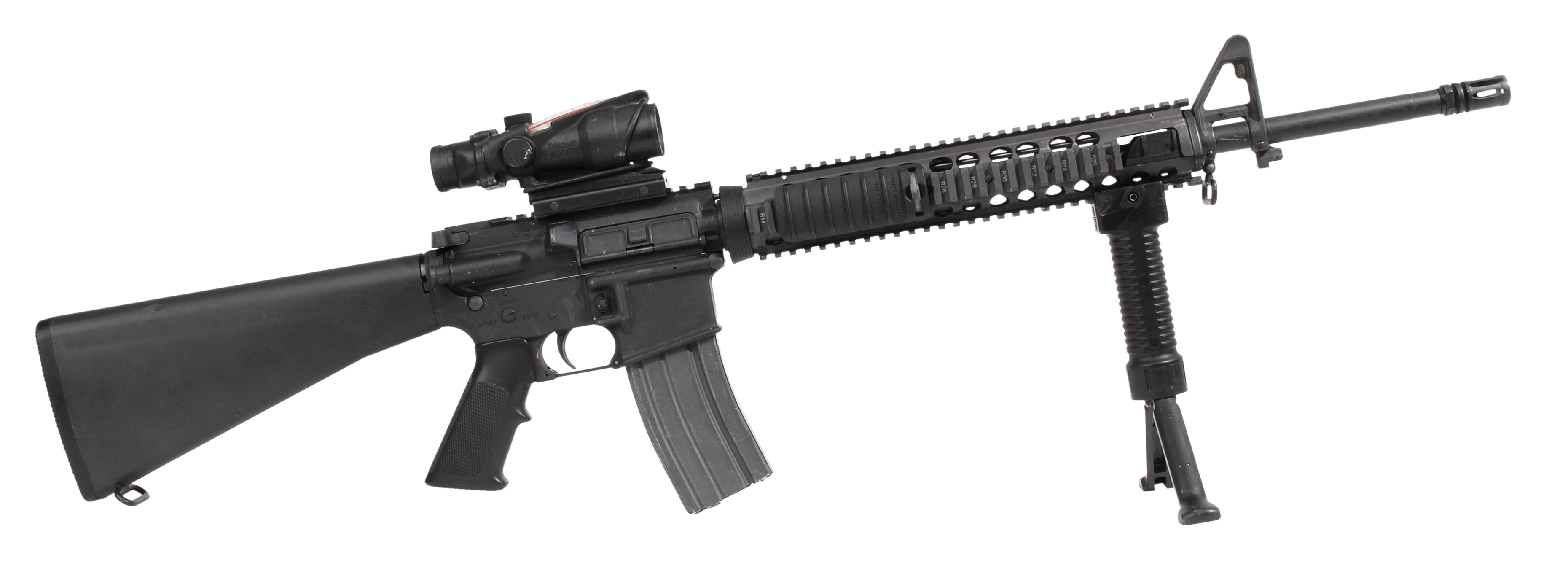
M16A4 和平頂式上機匣的瞄準鏡、前握把兼雙腳架

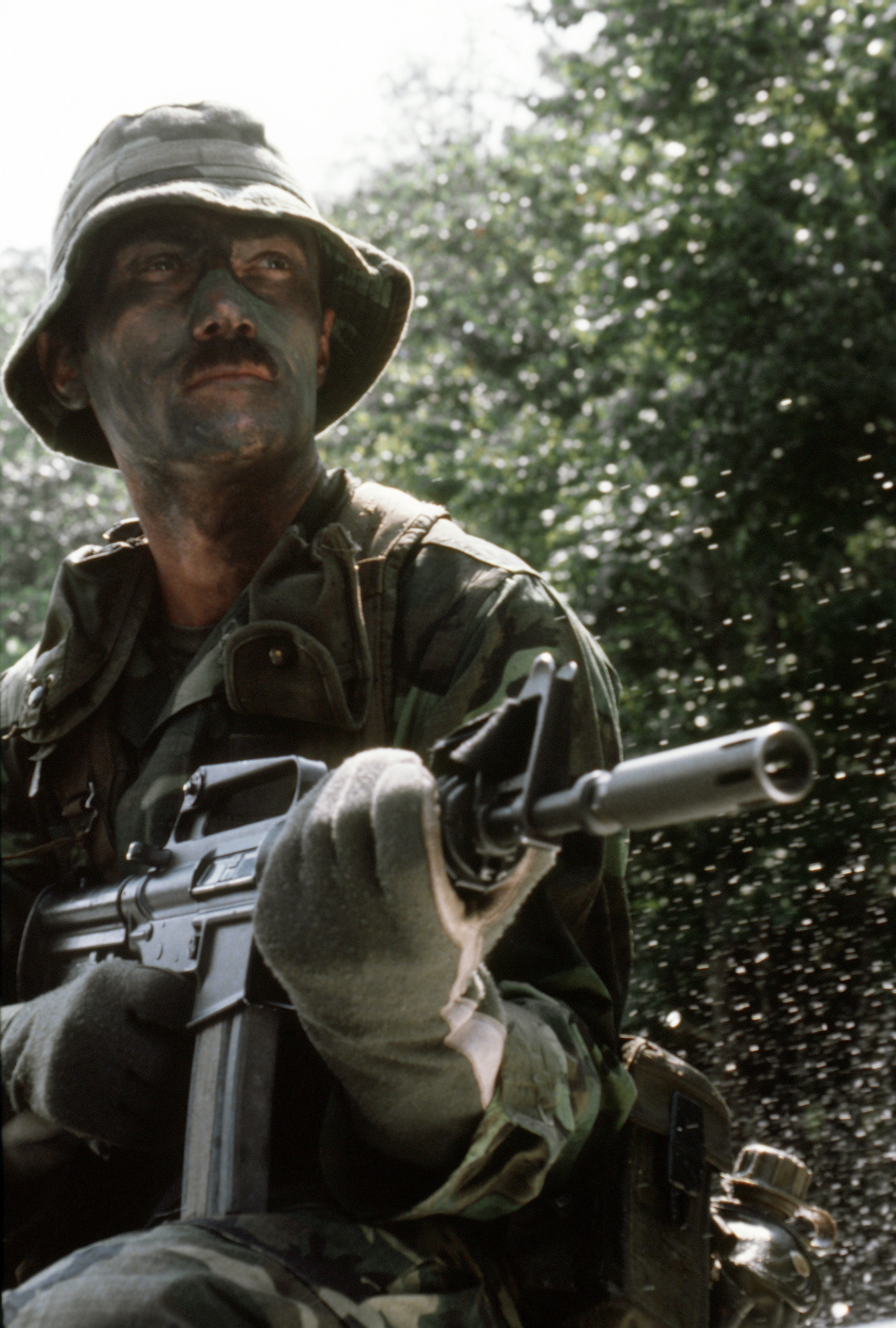
士兵將前背帶環綁在M16A1準星座上

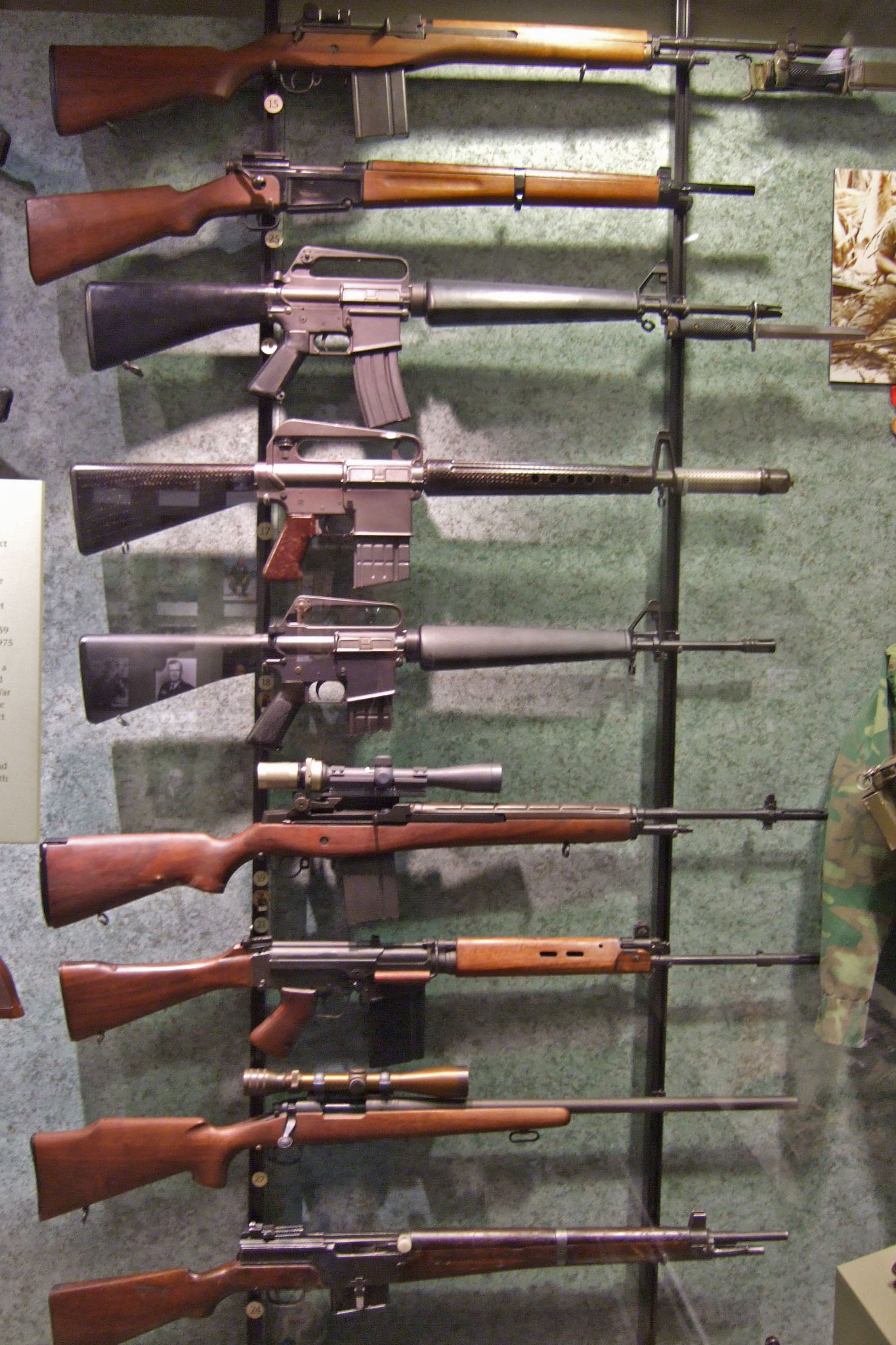
在美國國家槍械博物館（NRA National Firearms Museum）中所展示越南戰爭時期各方使用的步槍型號，由上而下是M14自動步槍、法國MAS-36步槍、裝有M7刺刀及30發弧形彈匣的M16步槍、AR-10步槍、標準20發裝彈匣的M16突擊步槍、M21狙擊手武器系統、FN FAL自動步槍、M40狙擊步槍、AR-15半自動步槍和法國MAS-39步槍等槍械，照片攝於2007年4月14日

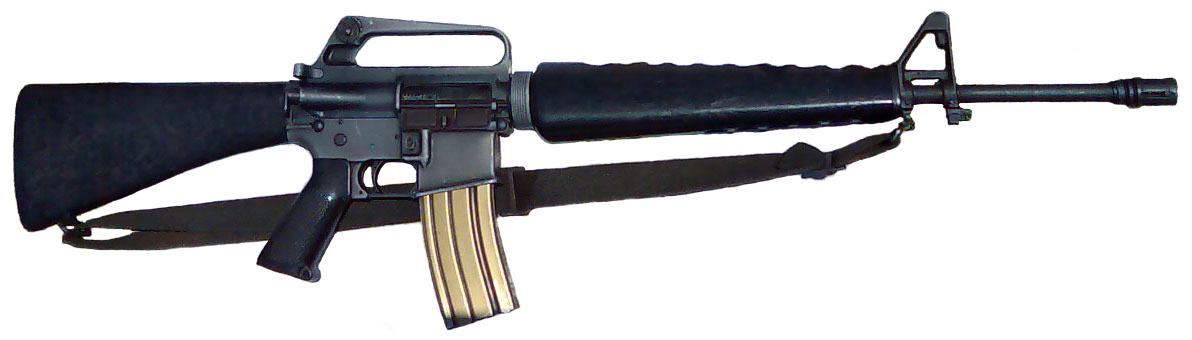
1964年由美國空軍率先使用M16A1，隨後陸軍才跟進使用此槍。M16A1配有30發彈匣，上面有背帶]以供攜行。隨著M16A1大量於美國軍方服役，5.56×45 NATO也漸漸成為使用彈藥主流

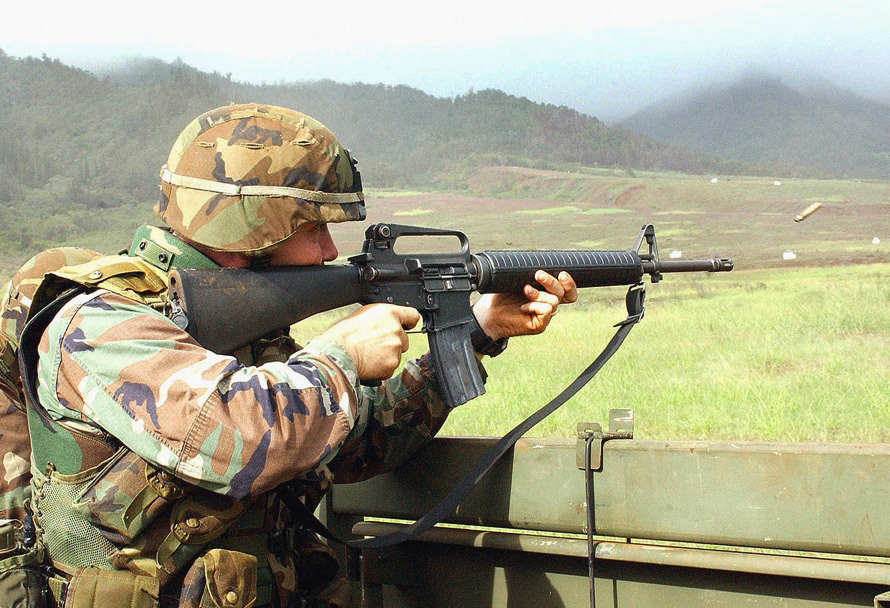
士兵拿起M16A2展開實彈射擊，其中後照門下方的圓型按鈕，就是復進助推器，攝於2003年12月17日的夏威夷斯科菲爾德兵營。

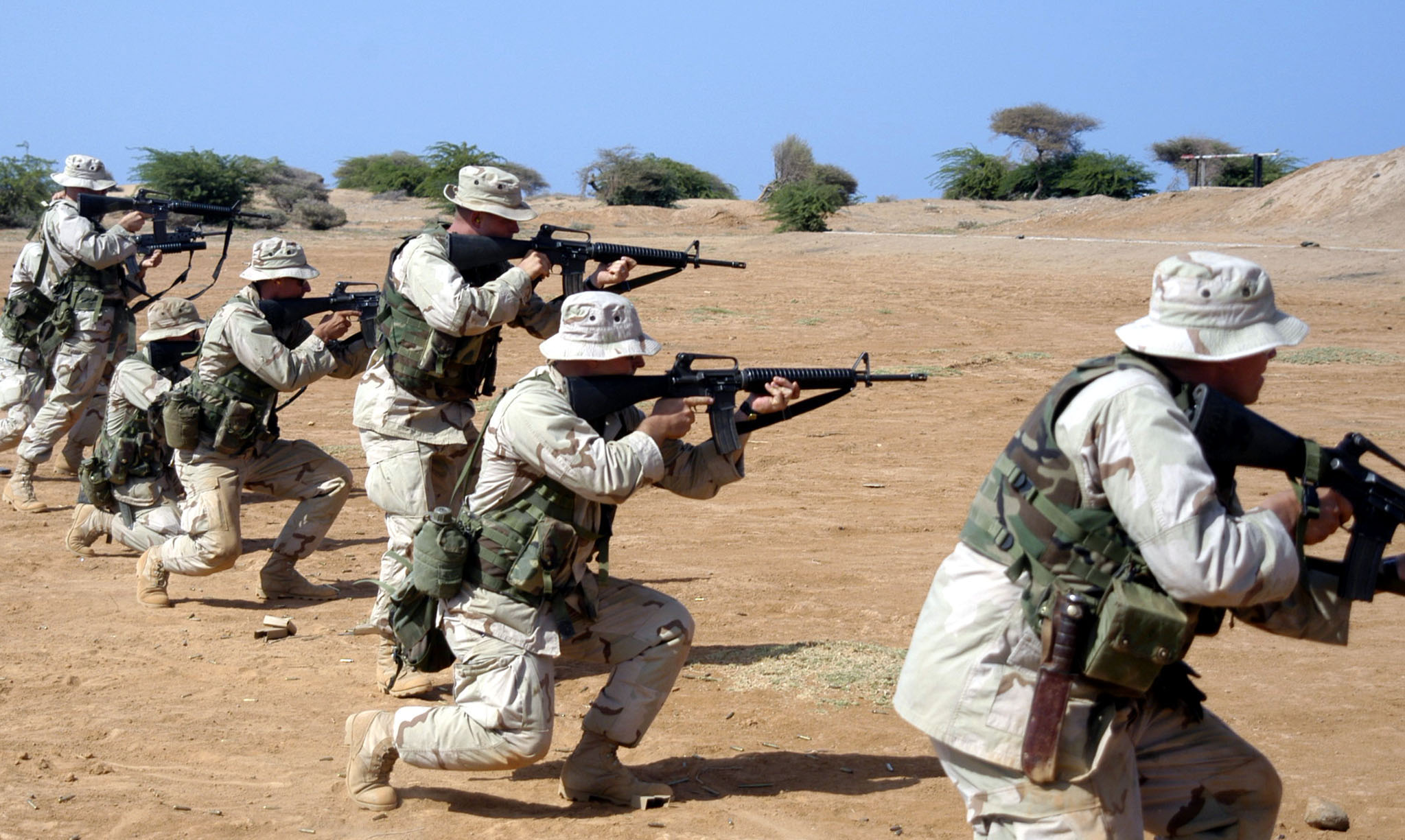
正在參與非洲之角聯合任務的美國海軍陸戰隊士兵所手持M16A2

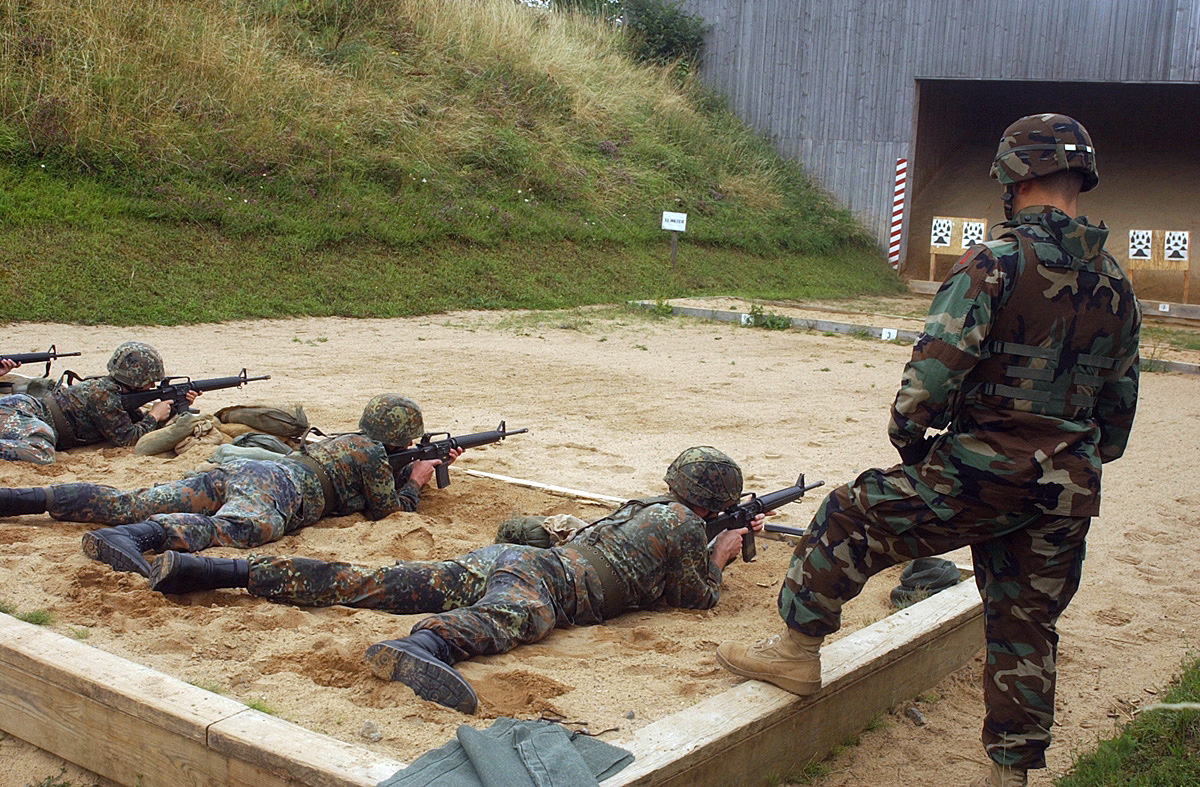
德國陸軍德國陸軍第13裝甲擲彈兵師士兵正在訓練使用M16A2步槍，一旁為美國陸軍第1步兵師中士，照片攝於2005年8月9日維爾茨堡的軍事基地。

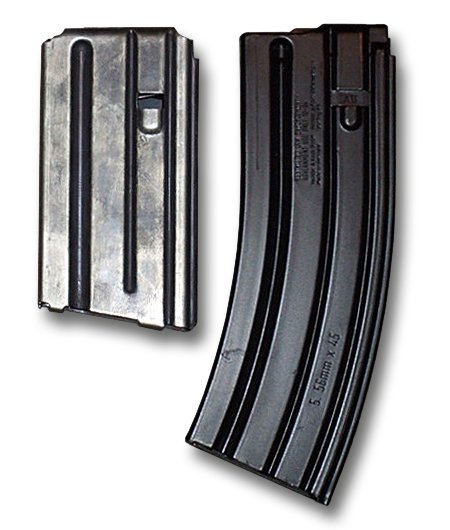
柯爾特公司設計的20發彈匣（左），和今日北約制式的「STANAG 」30發鋼製彈匣（右），其中後者又以黑克勒-科赫所生產的STANAG彈匣被評論為「最具可靠性」，並為HK416突擊步槍、羅賓遜XCR突擊步槍等所使用

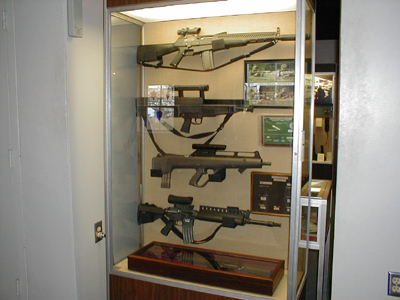
先進戰鬥步槍計畫中參與的步槍型號，從上到下分別為：AAI先進戰鬥步槍、HK G11突擊步槍、斯泰爾ACR突擊步槍和柯爾特先進戰鬥步槍等測試步槍。在美國軍方宣布先進戰鬥步槍計畫失敗後，則改以單兵作戰武器招標計劃來取代之。

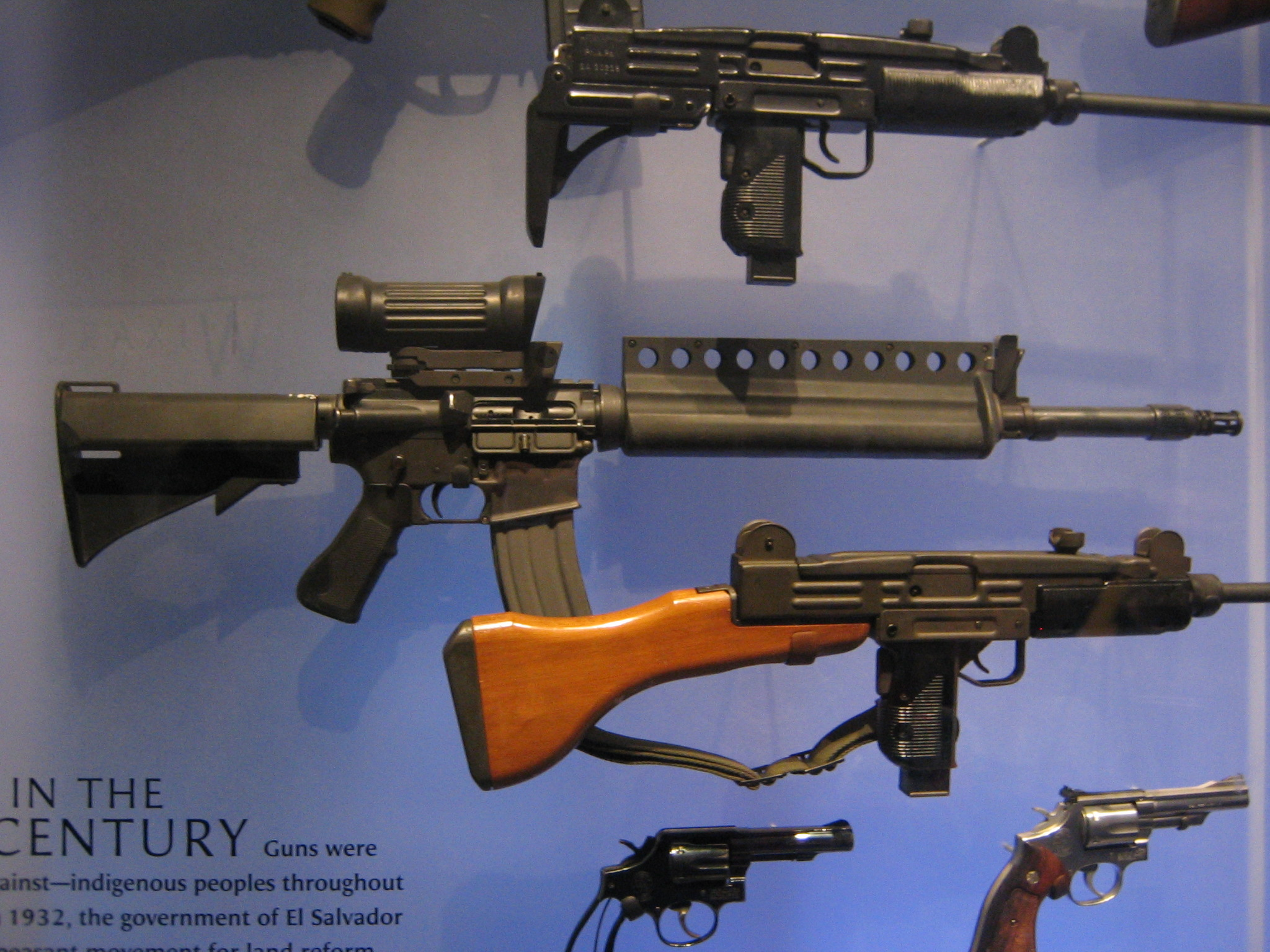
由上而下分別為：具有可折疊金屬製槍托的以色列軍事工業烏茲衝鋒槍、裝備有C79光學瞄準鏡的美國柯爾特製造公司先進戰鬥步槍、附有木製固定槍托的以色列軍事工業烏茲衝鋒槍以及兩把左輪手槍。

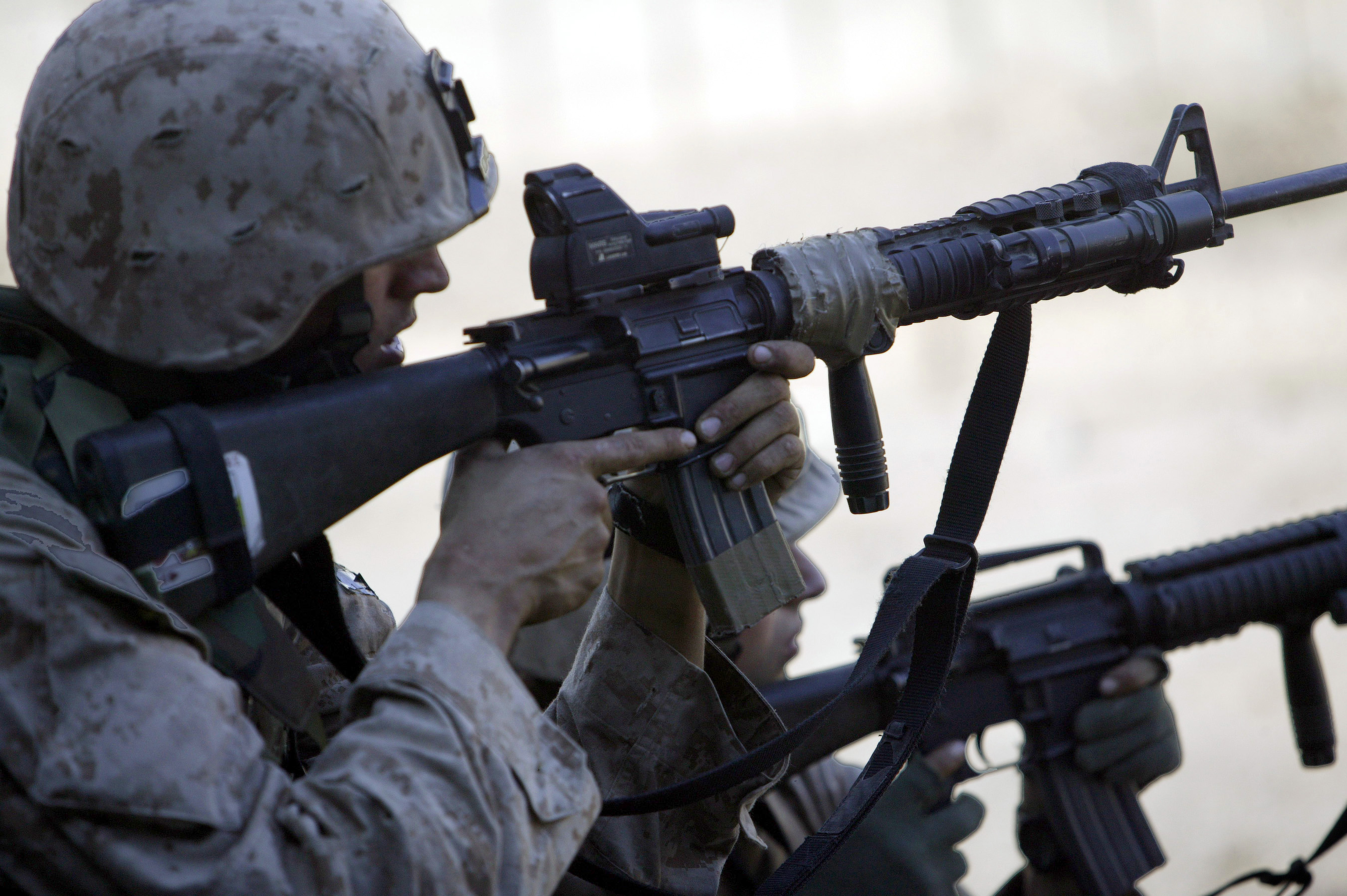
該名海軍陸戰隊攜帶M16A4步槍，身上穿有MARPAT數位迷彩作戰服，而槍上則搭配有ITL MARS一體化紅點鏡、激光瞄準器以及奈特軍械公司出品編號為「MIL-STD-1913」的皮卡汀尼導軌，攝於2004年12月11日的伊拉克安巴爾省費盧傑。

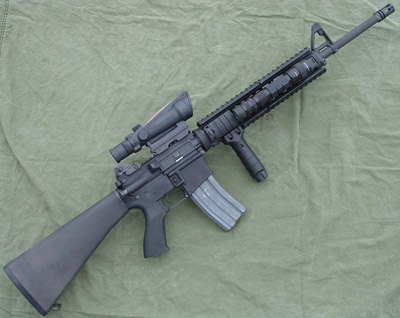
M16A4突擊步槍，槍枝前方利用MIL-STD-1913式導軌裝上可拆式前握把，而上方安裝瞄準鏡

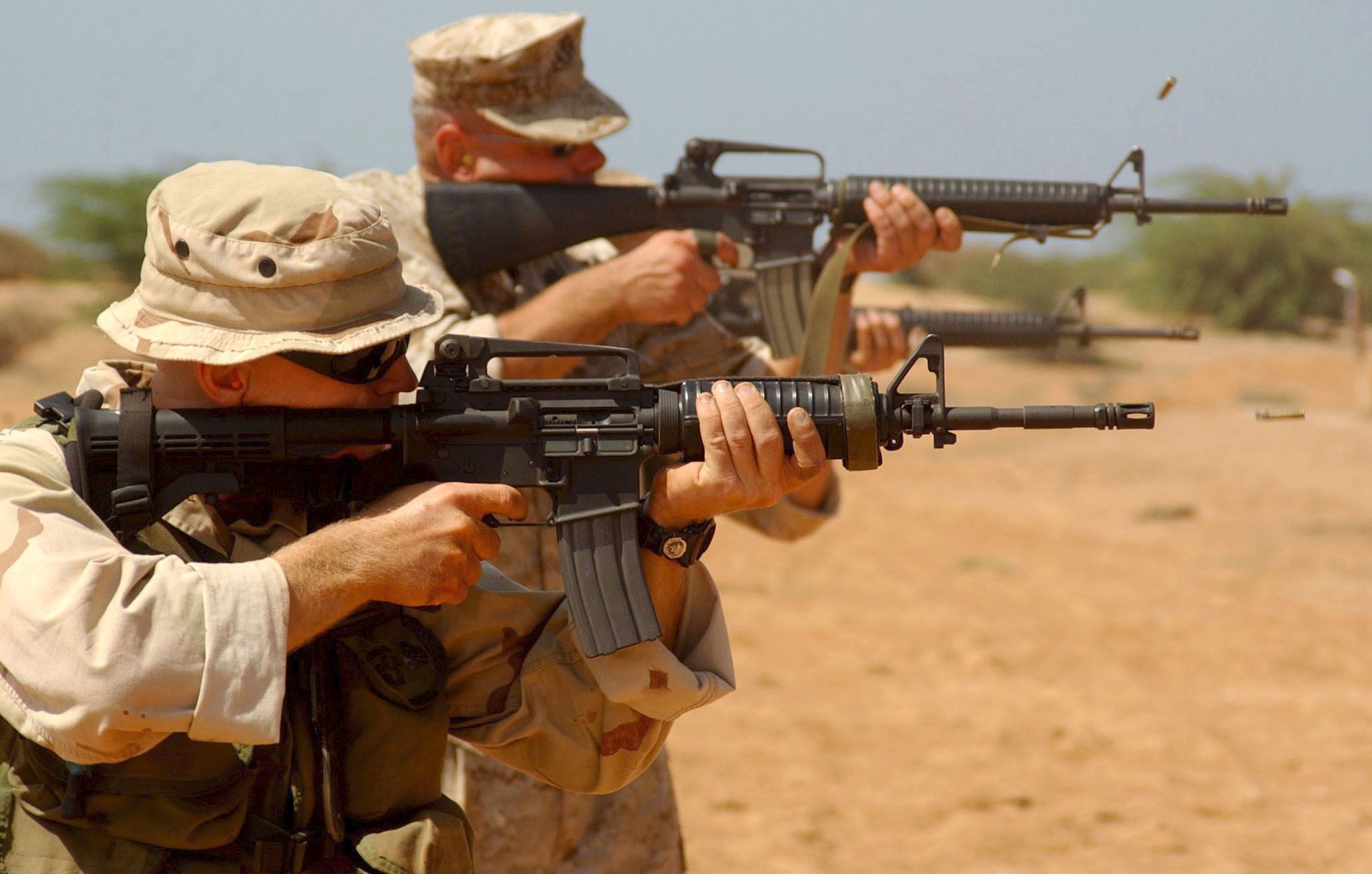
雖然M4卡賓槍直到1990年代才服役，算是美國部隊中使用的AR-15槍系短槍管型之一。然而M4本身仍歸類為M16A2的一個版本。照片前方士兵使用M4卡賓槍，後方士兵則使用M16A2，攝於2003年

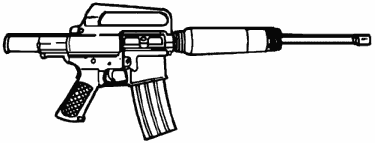
M231射孔槍

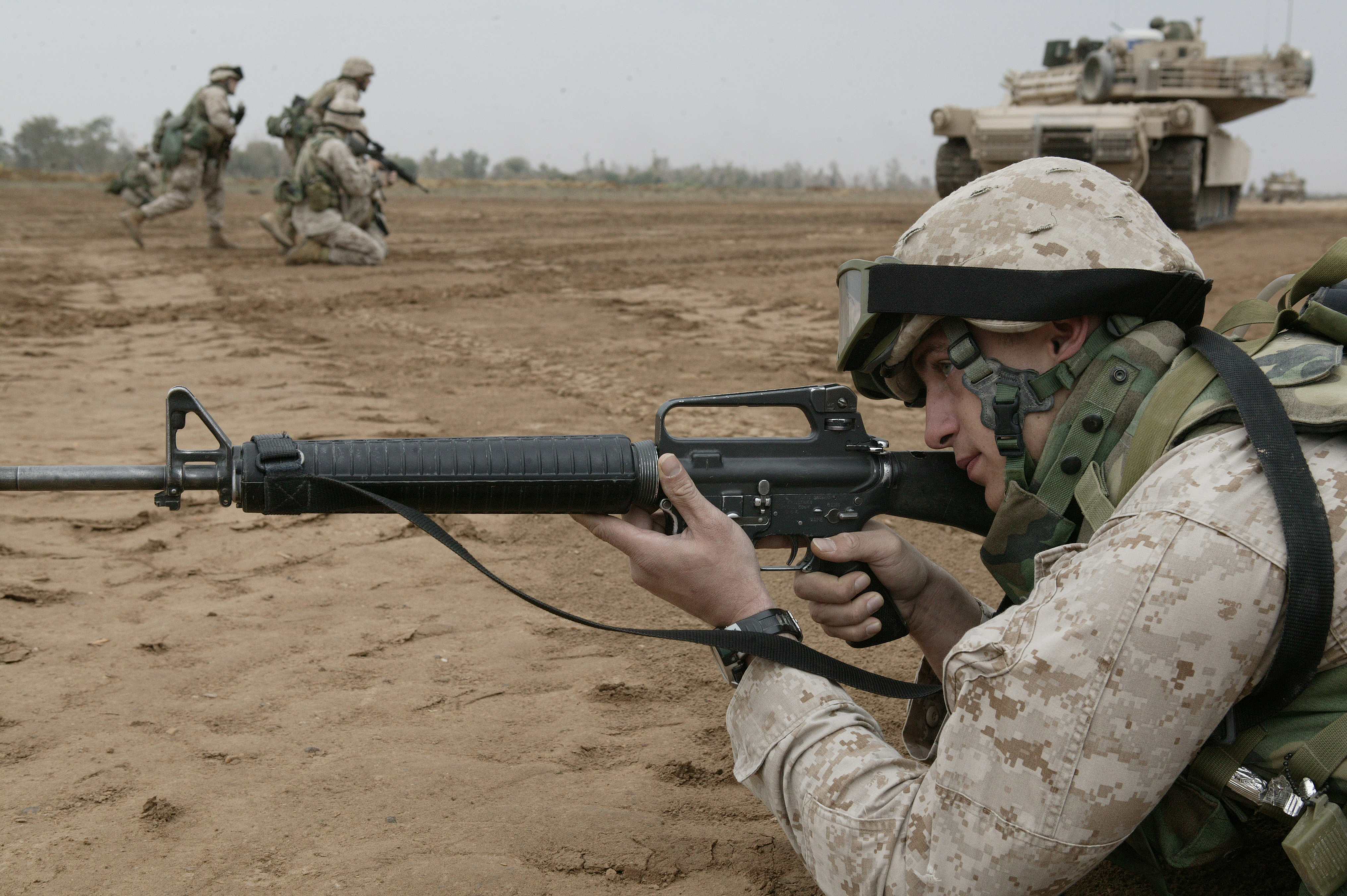
身穿MARPAT荒漠數位迷彩作戰服海軍陸戰隊員正透過手上的M16A2照門瞄準著遠方

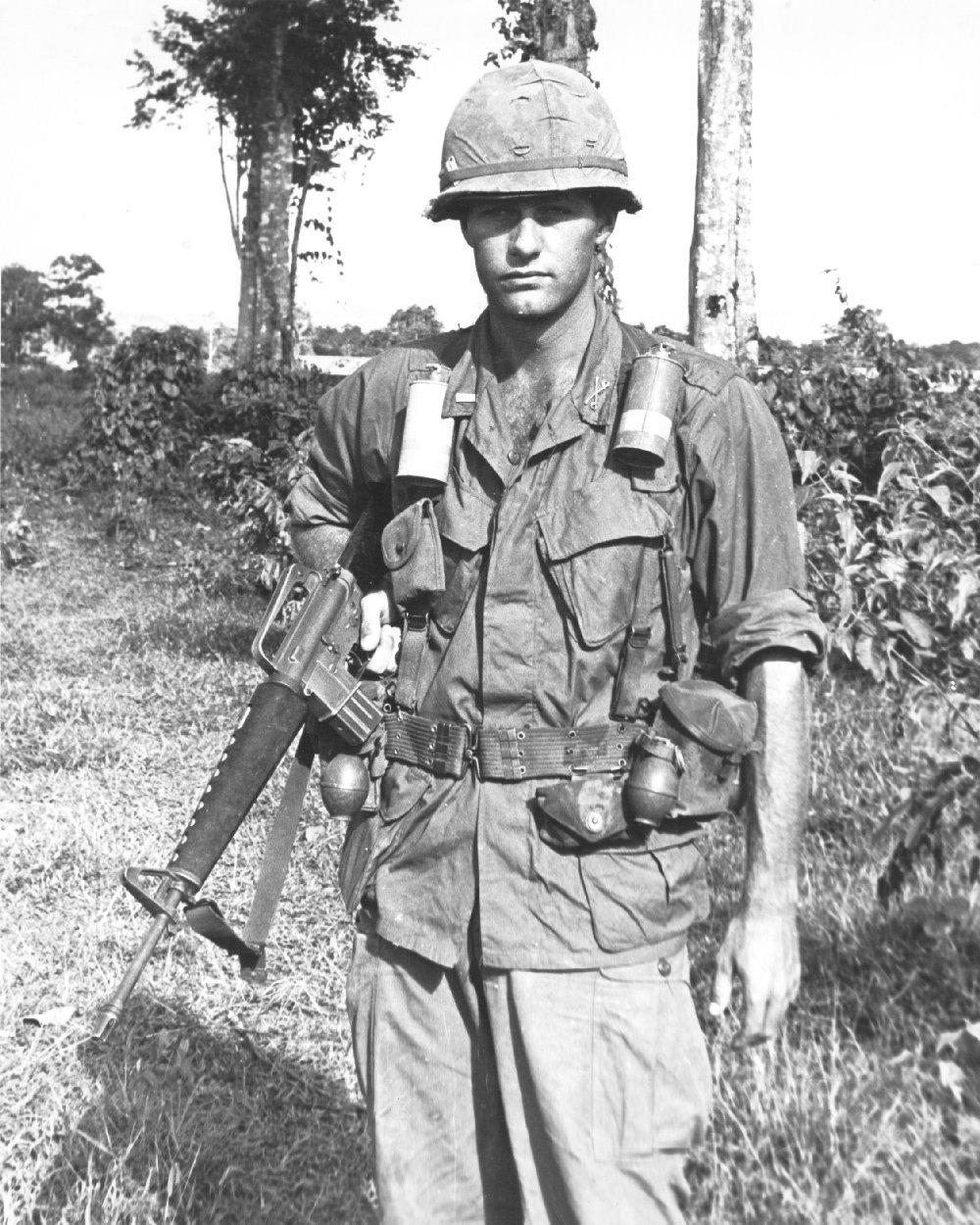
越戰期間攜帶M16A1的美國陸軍士兵

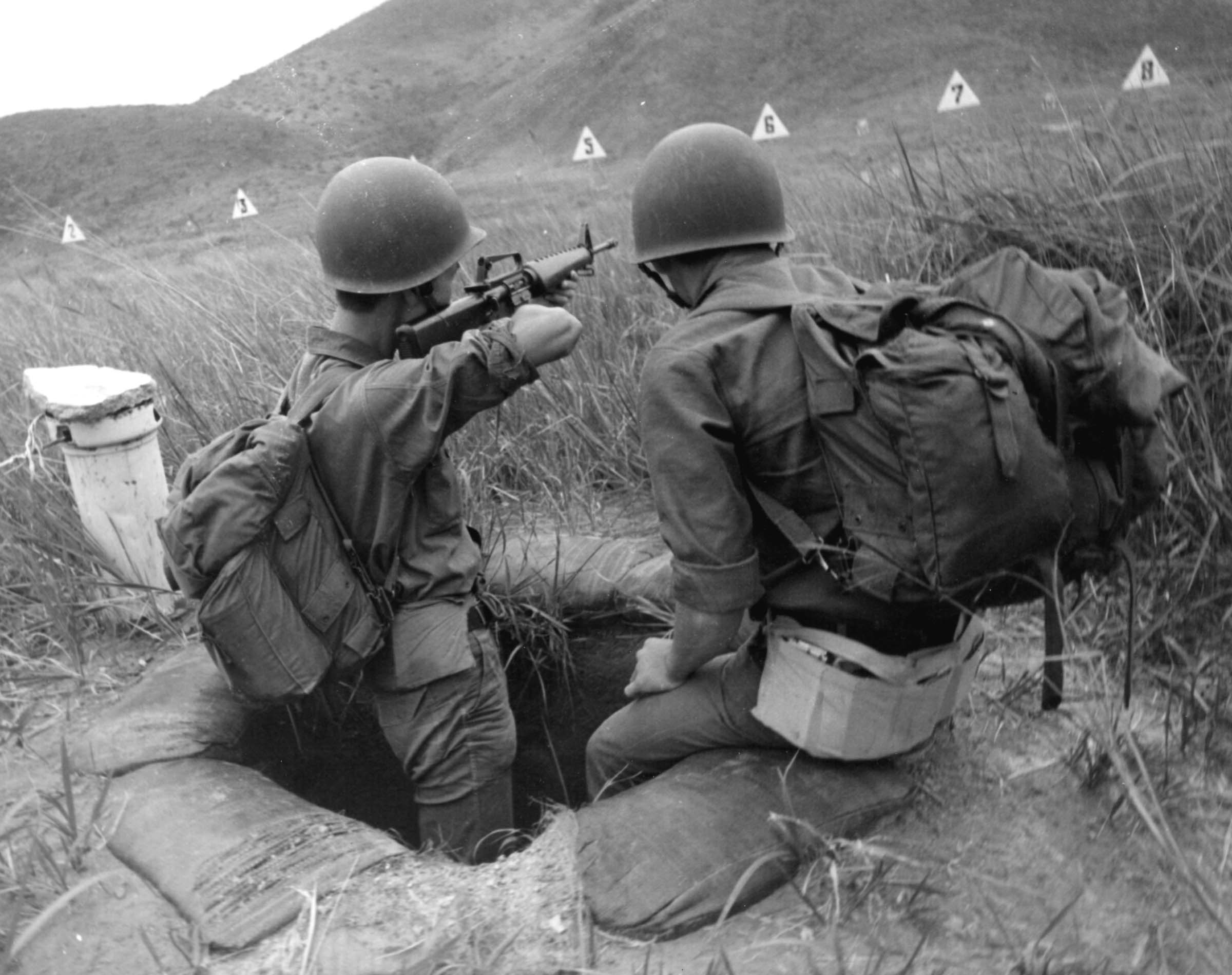
使用M16A1進行射擊訓練的南越士兵

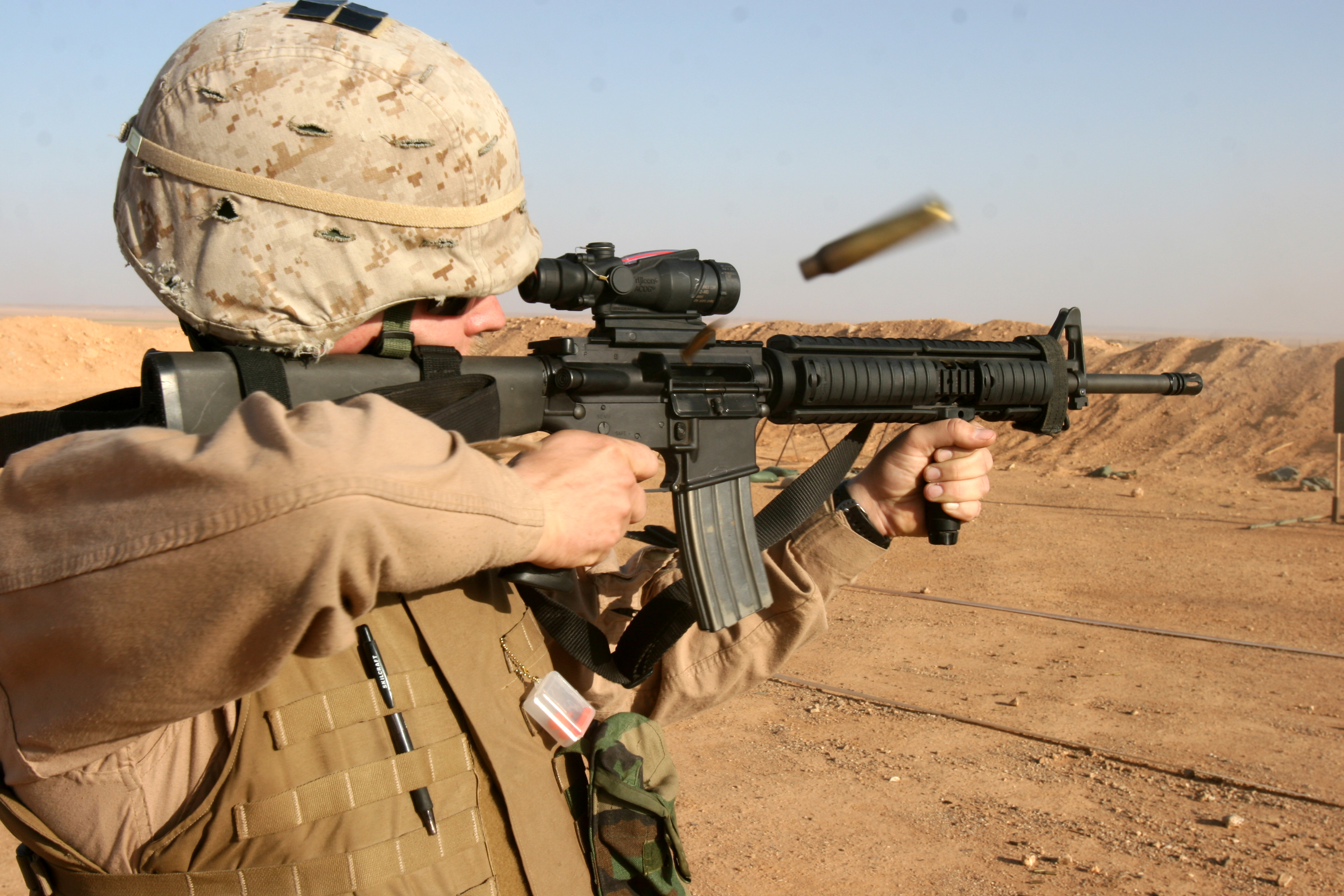
美國海軍陸戰隊士兵使用M16A4

### 「齊射計畫」（Project SALVO）
美國5.56公釐口徑M16槍系的研製是始於美國陸軍的作戰研究辦公室（Operations Research Office，簡稱ORO）一項研究，ORO於1948年9月在約翰斯·霍浦金斯大學成立，是陸軍資助的一個民間研究機構，其目的是進行提高軍事作戰能力的相關研究，當時在英國也有類似的作戰研究組織。ORO的第一個研究項目是「怎樣設計出防護性能更好的戰鬥防彈衣」，簡稱ALCLAD計畫。為此ORO調查超過300萬個在第一、二次世界大戰中傷亡報告，又向參加過朝鮮戰爭的士兵進行訪問。在調查中他們發現，第一次世界大戰的神槍手經常在1200米距離上射擊，但大多數被射殺的人都在100公尺範圍內中彈的；而參加過朝鮮戰爭，第602步兵團接受訪問的士兵中有大約87%的士兵表示：受地形及其他環境因素的制約，他們的射擊目標距離有95%是在270公尺以內，許多士兵更說他們所射殺的敵人都在100公尺以內。
在往後幾年裡他們發表一系列關於他們調查結果的報告，他們的基本結論是戰鬥絕大多數在近距離發生。在高機動性的戰爭中，作戰分隊的戰鬥形式以遭遇戰為主，而有較強火力的作戰分隊容易贏得戰鬥。他們也發現在戰鬥中被命中的機會是隨機的，也就是說，因為「目標」不是坐著不動讓你打，不經過瞄準的反應式射擊和經過正確瞄準的射擊同樣可以將敵人擊傷或殺死，命中率沒有太大的差別，而要造成一個人員的傷亡需要發射大量的子彈。這些結論實際上是暗示步兵們應該裝備一種全自動步槍，以增加射速。然而它也清楚表明必須增加彈藥的消耗，一個步槍手必須為一次戰鬥而攜帶大量的彈藥，因此他們必須攜帶的裝備應當減輕重量。ORO認為.22口徑步槍發射能控制散布形式的成群射彈在300公尺射程內有相當理想的效果。值得注意的是，這項研究是在美國陸軍軍械署人員和英國軍械人員為.28和.30口徑子彈的優劣吵得不可開交時秘密進行的，ORO的研究結果實際上跟德國人10年前研製7.92mm×33短彈（中間型威力槍彈）的原理相同。
當時研製的T44步槍（M14前身）能夠全自動射擊，一定程度上符合ORO的研究結論，但它的彈藥太重導致單兵攜行量不能提高，槍的長度和重量也使它不適合近距離戰鬥。負責輕武器研究和發展的美國陸軍軍械署長官瑞納·斯塔德勒（René Studler）注意到ORO的報告，於是他向亞伯丁試驗場要求提供一份關於小口徑武器的研究報告。
唐納德·霍爾（Donald Hall）在這個研究計畫中發現一種.22英吋（5.59mm）槍彈在大多數戰鬥情形中與較大的彈頭有相同的表現。而且由於後座力較低可以提供較高的射速，這樣的武器可能會使敵人有較多的傷亡。在他的研究小組成員中的小威廉·C·戴維斯（William C. Davis Jr.）和G.A.格斯塔森（G.A. Gustafson）開始研製.224英吋（5.69mm）槍彈並進行一系列的實驗，但當他們要求提供資金作進一步的研製時，這個請求在1955年被否決。
同時，美國陸軍軍械署於1953年至1957年之間實施一項名為「齊射計畫」（Project SALVO）。「齊射」計畫共分為兩個階段，在第一階段的「齊射」中最後建議武器連發射擊時4發子彈散布在20英吋（0.5m）範圍內將比現存的半自動武器成倍地增加命中率。而在第二階段的「齊射2」中試驗一些概念性的武器，如AAI的艾爾文·巴爾（Irwin R. Barr）推出的一系列飛鏢彈（箭彈），開始時是在霰彈槍的彈殼內包含32枚飛鏢彈（箭彈），最後改為單發飛鏢彈（箭彈）的步槍彈。溫徹斯特公司和春田兵工廠則提供多種武器，而ORO自己設計兩種新槍彈，一種是把.22彈頭裝入一個.308溫徹斯特彈殼內，另一種是把.25或.27彈頭裝入一個.30-06彈殼內。還有其他一些創新的設計，例如同時射出兩個彈頭的雙頭彈，春田兵工廠的埃利·哈維（Earle Harvey）所設計的通過改變彈頭形狀而使彈道發生變化的設計等等。在這同時，T44的測試仍在繼續，而FN公司也經由美國的哈林頓-理查森武器公司（Harrington & Richardson）代理他們的FAL，提供T48樣槍參與T44的競爭。最後的結果大家都知道，美國人選擇T44作為新的制式步槍M14，而在這之前，尤金·斯通納帶著他的步槍半路中途殺入這個新步槍選型的競爭計畫。

### 尤金·斯通納與AR-10的故事
尤金·斯通納（Eugene Stoner，1922-1997），第二次世界大戰結束後他從海軍陸戰隊退役便開始設計步槍。1955年（另一些資料是1954年，可能是開始研製的時間），在阿瑪萊特（Armalite）（母公司是費爾柴德發動機和飛機製造公司（Fairchild Engine and Airplane Corporation）工作的斯通納研製AR-10自動步槍，AR-10採用瑞典AG42楊曼（Ljungman）步槍的氣體直接傳動系統（Direct impingement，也稱為氣吹式或直接導氣式），發射與春田T44步槍相同的T65步槍彈（7.62×51mm北約標準彈）。AR-10的設計無論是材料、內部結構還是外形設計在當時看來是相當前衛的，相比之下，T44無論在結構上外形上還是材料上都顯得比較傳統。AR-10的槍管是複合材料，裡面是拉有膛線的不鏽鋼內襯管，外面是鋁合金套管。機匣由鋁合金而不是鋼鑄造而成。槍托和握把是纖維玻璃增強塑料，甚至消焰器（防火帽）是用鈦製造的，只有槍機總成（bolt assembly ）是採用鍍鉻鋼製件。射擊時，火藥燃氣通過槍管上方的導氣管直接進入槍機總成中，槍機總成本身就相當於導氣活塞。在當時的傳統設計中，通常是讓瞄準具貼近槍管，為此而採用下彎造型的槍托，由於抵肩點低於槍膛軸線，因此射擊時容易導致槍口上跳。而AR-10借用德國FG42傘兵步槍和美國M1941約翰遜輕機槍的直槍托設計，使抵肩點處在槍膛軸線上，準星用一個三角形結構抬高，而照門則安裝在一個提把上，因此使瞄準基線升高在一個合理的位置，抵肩瞄準時非常舒適。同時槍機拉柄(Charging Handle，亦稱拉機柄)也設計在提把內，左右手均能操作。
AR-10空槍重僅3.4公斤，比它的競爭者輕超過2磅（約900g），此外它在後座控制方面也比其他兩個競爭者要好。然而，它出場得太晚，在1956年才加入美國陸軍的選型試驗，當時T44E4和T48步槍已經進入最後的測試階段。而且前衛並不一定總是好的，在1957年，AR-10在試驗中因槍管過熱導致槍口裝置鬆動，連續撞擊鋼襯管而嚴重開裂，於是被取消資格。而且這種複合管也被認為是製造復雜、成本高而不被看好。斯通納的設計在當時來說是太急進，然而AR-10的出現為後來小口徑步槍的高速發展提供基礎。AR-10引起美國陸軍威萊德·維曼（Willard G. Wyman）將軍的注意，他要求斯通納和阿瑪萊特公司設計高初速的.22口徑步槍。

### 美國大陸軍司令部和阿瑪萊特公司AR-15的故事
當「齊射」計畫在1957年作出總結，一個仿照G.A.格斯塔森（G.A. Gustafson）在1955年因沒有資金籌備而中止的研究被重新提出來，於是美國大陸軍司令部（U.S. Continental Army Command，簡稱CONARC，現美國陸軍部隊司令部）的司令官威萊德·維曼（Willard G. Wyman）將軍立刻要求生產廠商組織研究小組來試制.22口徑（5.6mm）步槍。設計要求符合下列各項，不過最後一項要求說明美國陸軍對ORO的研究結果並沒有充分的理解：
- 有20發容量彈匣
- 裝彈後新槍重量少於6磅（約2.7公斤）
- 能選擇射擊方式
- 子彈殺傷力能在500碼（約460公尺）射程上能穿透一頂標準美國鋼盔、防彈衣或0.135英吋（3.4mm）厚的鋼板，其「傷害」能力極大地超過 .30口徑M1卡賓槍。

當看到AR-10時，威萊德·維曼親自暗示阿瑪萊特應該嘗試設計這樣的武器。根據這些要求，阿瑪萊特公司由尤金·斯通納（主設計師）、羅勃特·佛利蒙（Robert Fremont，監督原型槍的生產）和L·詹姆士·沙利文（L. James Sullivan，監督方案起草工作）領導的設計小組開始研製新的.22口徑步槍。他們的第一個設計卻是使用傳統布局和木制槍身（也許是AR-10在試驗中的失敗使他們對這種新穎設計心有顧慮），但試驗中發現太輕，而且傳統的槍托設計也導致連發時後座力不易控制，甚至用較輕的槍彈也是一樣。於是他們的第二個設計決定把AR-10按比例縮小成口徑為.222的自動步槍，試驗馬上就成功，新槍被命名為AR-15，設計組只用6個月時間就提交6支樣槍由阿伯丁試驗場評審。
同時溫徹斯特（Winchester Repeating Arms）也加入.22口徑步槍的競爭計畫，他們採用基於M1卡賓槍的設計，提供一種.224口徑的輕型軍用步槍樣槍（Light Weight Military Rifle，簡稱LMR）。而春田兵工廠的埃利·哈維也基於T44步槍研製另一種.224口徑（兩種.224口徑完全不通用）的輕型步槍樣槍，但春田兵工廠管理高層拒絕從T44計畫中分一些資源出來參與這項「前途不明朗」的競爭計畫，所以春田兵工廠並沒有在小口徑步槍上投入資源。
在試驗中，為符合最後一項500公尺穿透力的要求，斯通納又要求雷明頓公司（Remington Arms Company）改進他們的55格令.222雷明登步槍彈（初速3300英尺/秒，約1006公尺/秒），而研製出來的新型彈藥就是著名的.223雷明頓步槍彈。除口徑外，AR-15的槍管改為全鋼製簡單結構槍管，並採用短棒狀防火帽，原本位於提把內的鈎型拉機柄改成提把後方的Ｔ型拉機柄，其他方面則與AR-10基本一樣。斯通納的新步槍AR-15其實是把許多其他步槍的設計思想和特點集合起來，包括：
- M1941約翰遜步槍的閉鎖裝置
- FN FAL的機匣蓋和槍尾
- T-25的槍管同軸式直槍托
- 英國EM-2的帶有照門的提把
- 德國StG44的拋殼口防塵蓋
- 瑞典楊曼步槍的氣體直接傳動系統，不過斯通納設計的氣體直接傳動系統減少幾個活動零件，使步槍操作更簡單，生產成本更低。

另外由於較輕的新型彈藥允許步槍採用鋁合金和塑料等輕型材料，尺寸更小，即使換成全鋼槍管後仍然是比溫徹斯特LMR輕了1磅（約450公克），AR-15空槍重只有6.35磅（2.89公斤），滿載後重約3.5公斤。到最後，阿瑪萊特的AR-15沒有真正的競爭者。但是斯通納也犯了一些錯誤，他認為沒有必要給槍膛鍍鉻，而且當時阿瑪萊特公司也沒有給槍膛鍍鉻的工藝能力，但軍方在第二次世界大戰期間的研究表明，槍膛鍍鉻對自動武器來說是大有好處，因此軍隊宣布從M14步槍開始，以後生產的步槍都應鍍鉻（chrome plated）。
另一個問題是，研製時間太短。也許是迫於M14自動步槍成功的壓力，小口徑步槍計划的推動者希望早上播種晚上就能收割。所以當AR-15推出的9個月後即1958年3月31日開始進行軍方試驗時，其實AR-15的完整的研製過程還沒有完成，而且由始至終軍方的軍械工程人員和阿瑪萊特公司設計師沒有面對面工作、溝通交流。
從1958到1959年，陸軍在本寧堡、奧德堡和阿伯汀試驗場等地將AR-15與M14進行對比試驗。通過這些試驗，表明AR-15重量輕、易操控、易於分解結合，而且步兵部門報告說AR-15會是M14步槍的一個合適替代品。但在稍後的測試中暴露一些問題，如槍口焰大、精度不好、穿透力（penetrating power ，亦稱貫穿力、侵徹力，彈頭鑽入或穿透物體的能力）差、使用30發彈匣時故障率高，而且當雨水進入AR-15的槍管中時發射會導致膛炸。雨水導致膛炸的問題也發生在溫徹斯特的樣槍上，所以雖然斯通納重新設計並加強槍管，陸軍軍械工程人員說問題仍然存在，這是.22口徑槍管可以預期的問題，因此陸軍再次要求發射較大的彈藥，這次提出的是.258（6.55mm），不過他們又暗示將在阿拉斯加州繼續進行極地環境可靠性試驗。然後斯通納又聽說AR-15在極地試驗測試中發生大問題，當斯通納帶上一些替換部件飛到阿拉斯加時，發現問題出在陸軍測試人員身上，他們把步槍分解後沒有正確地重新組裝，斯通納認為這是操作不當所致，要求重新測試。此後，軍方就開始阻礙斯通納對AR-15的改進，藉詞用軍火部門說如果AR-15改造來發射新的.258口徑彈藥可能更合適，認為這是最佳的彈藥選擇。總之，美國陸軍對AR-15失去興趣，而且AR-15還需要繼續研製工作。在閱讀這些報告後，參謀長麥克斯韋·泰勒（Maxwell Taylor）將軍也不支持AR-15而建議繼續生產M14。
但不是所有的報告都是持否定態度的。正在試驗的AR-15、M14和AK-47的一系列模擬實戰情形中，軍方發現AR-15尺寸小和重量輕，使用起來更靈活，反應更快，他們的結論是裝備AR-15的8人小隊的火力等同於現在裝備M14的11人小隊。此外他們也發現AR-15比M14更可靠，在數千發子彈的射擊試驗中有較少的停射和卡殼現象。
但是，到此時阿瑪萊特已經在AR-15上投資約1.45百萬美元的研發費用，而且似乎還看不到盡頭。於是，阿瑪萊特決定停止對AR-15的研究，而阿瑪萊特為償還債務也在1959年12月把AR-15的設計、生產與銷售權以現金75,000美元和日後4.5%的銷售提成賣給柯特製造公司（Colt's Patent Firearms Manufacturing Company）。1960年，阿瑪萊特公司進行改組，斯通納在這次改組期間離開阿瑪萊特。

### 柯爾特公司和美國空軍XM16（Colt Model 604 ）
柯爾特製造公司進一步完善AR-15的設計，作為柯爾特最初的AR-15的型號分別是601型和602型（英語：Colt Model 602），這兩個型號基本上只是最初阿瑪萊特步槍的複製品（事實上這些早期的型號經常被發現印著柯爾特/阿瑪萊特AR-15）。這兩個型號的機匣右側彈匣座位置還是「平面」造型，還沒有603型開始出現的凸起「圍欄」。而601型和602型在外觀上主要的區別是消焰器（防火帽）不一樣，601型是三分叉式消焰器，俗稱「鴨嘴式」（Duckbill），602型的三分叉式消焰器，外廓是錐台形，與601型不同。至於還有一處在外觀上看不出的主要的區別，就是601型的膛線纏距（travel length） 為1:14英吋，而602型改為1:12英吋。這兩個型號中的大多數都是用綠色或棕色槍身。
當時已經有一些外國軍隊看中這種革命性的新步槍。AR-15最早的買家之一是英國陸軍，他們採構一批供SAS在婆羅洲使用，諷刺的是，SAS的對手印尼軍隊也是AR-15最早的用戶之一。
柯爾特把公司未來命運的賭注押在AR-15身上，這光靠小批量的出口是絕對不夠的，因此柯爾特決定向軍方高層發起一次大膽的攻勢。首先，柯爾特開始攻擊M14步槍，然後柯爾特試圖影響國防部的其他高層官員。第一個被說服的高官就是當時的空軍副參謀長 柯蒂斯·李梅（Curtis LeMay）將軍。在1960年6月4日，美國空軍在德克薩斯州的一個空軍基地試驗AR-15，事後李梅將軍立即決定採購8,500支AR-15步槍（以601型為主，602型也有被少量購買）以代替戰略空軍司令部的崗哨所裝備的M2卡賓槍，此舉令AR-15避免夭折。柯爾特用同樣的方法去影響美國國防部高級研究計畫局（Advanced Research Projects Agency，簡稱ARPA）。ARPA也認為AR-15很適合實戰使用，於是在1961年8月，越南軍援咨詢小組要求購買1,000支AR-15讓南越軍隊進行全面的實戰測試，被當時的國防部長所批准。在1962年初夏這項採構計畫得已實施，在實戰測試期間，為南越軍擔任顧問的美國軍事顧問提交有關AR-15在實戰中表現報告：
在1962年6月16日，第340游騎兵連的一個排在執行任務中……，他們在密林中與三名武裝越共遭遇，兩名越共有卡賓槍、手榴彈、地雷和沖鋒槍，雙方距離約15米，一名游騎兵用AR-15向敵方全自動射擊，第一個點射就有三發子彈命中一名越共，其中一發子彈命中頭部，嚴重創傷；另一發是在右臂，也是嚴重創傷；一發子彈命中他的右側，產生一個直徑5英吋的大洞……這三發子彈中的任何一發所造成的創傷都足以致死的。
這些報告顯示AR-15更適合身材矮小的南越政府軍士兵使用，而正在協助南越軍隊的美國特種部隊也立即採用AR-15。不久，國防部正式指示在實戰條件下試驗AR-15，試驗表明AR-15在性能上優於其他武器。而美國陸軍在1962年、1963年兩次復試AR-15，兩次否定AR-15，理由是遠距離上精度差、易損壞。但在空軍與越南軍援咨詢小組的努力下，國防部決定對AR-15和現役的M14進行一次成本效益比評估（Cost efficiency ratio，亦稱效費比、費效比）。ARPA的報告指出：通過對AR-15和M14的效費比評估表明，如果裝備一定數量的AR-15會使美國步兵擁有裝備AK-47的蘇聯步兵所相抗衡的火力，而且價格更低廉。
現在擺在國防部長勞勃·麥納馬拉（Robert McNamara）面前有兩個矛盾的觀點：ARPA的報告和空軍方面支持AR-15，而五角大樓的立場和陸軍方面的觀點卻支持M14。最後連約翰·甘迺迪總統也表示關注，因此勞勃·麥納馬拉命令陸軍部長賽勒斯·萬斯（Cyrus Vance）對M14、AR-15和AK-47進行對比試驗。陸軍的試驗報告再次確定只有M14才適合軍隊的需要，但萬斯懷疑這些測試方式有欠公正，於是命令陸軍監察長調查這些測試所用的方法。監察長的綜合報告指出陸軍的測試人員明顯地偏坦M14。柯爾特公司開始利用這個有利事件，他們利用民間媒體譴責軍方測試人員過分地夸大M14的優點，柯爾特指出與同類步槍相比AR-15並不需要太多的維護，事實上當後來國防部開始採構M16的時候也的確沒有得到相應的維護工具。
總之，試驗記錄證明AR-15的確勝過M14，柯爾特也在政治上獲得強勢支持，美軍駐越南總司令威廉·魏摩蘭也多次提出裝備的請求，勞勃·麥納馬拉在1963年1月23日命令停產M14。此時，空軍已經將在越南使用經過改進的AR-15命名為XM16。在1963年11月4日，柯爾特公司獲得一份生產104,000支XM16的合約，其中85,000支提供陸軍特種部隊與空中機動戰術部隊試用，另外19,000支供空軍空降特種部隊使用。
同時，陸軍高層及研究部門正如火如荼地開展另外一項計畫「特種用途單兵武器（SPIW）」（Special Purpose Individual Weapon），作為未來的通用步兵武器。其實主要的目的就是變著法子抵制AR-15。他們高度推荐立即採用這種武器，並表示這種武器就像M16一樣也是採用小口徑高速彈的原理。因此，陸軍的裝備部門根本沒有精力對AR-15進行試驗和評估。1963年未，空軍正式地接受他們的第一批XM16，當時已經有人非正式地稱呼這種槍為M16。
在過去，美軍裝備新型步槍總是要經過反復多次、極為慎重的試驗與評估，而M16在試驗與評估都不夠充分的情況下便裝備部隊，這就使它先天不足，以致以後屢遭彈劾。對於M1加蘭德步槍來說，M14確是一個好的替代品，但對M1卡賓槍來說，M14卻不是一個合適的替代品。在裝備M14的時候，美軍想方設法地要加強他們的火力以應對越共使用的AK-47，他們使用可以找得到的任何武器，包括大量二戰時的湯普森衝鋒槍、M3衝鋒槍等。因此，在越南戰場上的美軍迫切地需要一種新步槍取代M14步槍。現在一件小巧輕便的全自動步槍就擺在眼前，於是立即像救命稻草一樣被參戰美軍抓住，大批M16就在未完成充分試驗的情況下急匆匆地趕赴越南戰場救火。

## 設計
M16的上下機匣都是由鋁合金製成，槍管、「槍機總成」（bolt assembly）是鋼製，護木、手槍式握把以及槍托則為塑料製品。早期的型號特別輕巧，只有2.9公斤（6.4磅）。由此可見，它比起1950~60年代的7.62毫米戰鬥步槍都要輕。即使與裝滿彈藥後重約5公斤的AK相比之下也還是很占優勢。M16A2和之後的改良型重量有所增加（裝滿彈藥時重8.5磅或3.9公斤），因為它們採用加厚的槍管。對於因操作不當引起的損害，厚槍管更加耐用，而且它也減緩連續射擊時的過熱，適合持續射擊。有別於從頭到尾都很厚的傳統精確射擊用槍管，M16A2的槍管只有護木之前的部分比較厚。護木下的槍管部分和M16A1相同，以兼容M203榴彈發射器。M16全槍長40英吋（1.02公尺），當中其標準槍管長20英吋（508毫米）。彈匣卡榫在步槍的右側，位於扳機護環的前方。
M16是一款輕巧的5.56毫米口徑突擊步槍，它採用氣體直接傳動系統，由高壓氣體通過導氣管（Gas tube）直接推動槍機進行上膛退殼動作，以彈匣供彈，全槍由槍管用鋼材，鋁合金以及複合塑料製成。M16是可選射擊模式槍械，射擊模式可透過位於下機匣左側的射擊選擇桿（Selector，俗稱「快慢機」）切換。

## 主要部件與功能

### 上機匣（Upper Receiver）
掌管擊發與槍機運行的上機匣是槍身上半段，主要部件是槍機（Bolt）、槍機座（Bolt Carrier）、拋殼口（Extraction Port）與槍機拉柄（Charging Handle），功用是掌管槍枝的擊發與槍機行進閉鎖，槍機後退時抓入新的子彈送入槍膛，槍機閉鎖後再由撞針點燃底火，完成擊發的動作。擊發後槍機再次後退，抽出彈殼，由拋殼口彈出。要讓第一發子彈上膛，拉動槍機拉柄手動使槍機後退，擊發之後傳動系統便會接手，直到更換彈匣或者卡彈才需要再自己操作槍機。拋殼口的位置上有防塵蓋（Dust Cover），用來阻擋灰塵進入，槍機後退時就會打開。M16A1，用的是直接氣體傳動系統（Direct Impingment），配合槍管上方的導氣管（Gas Tube）連接到槍機座氣室來推動槍機。槍機復進助推器用於將未到定位的槍機強制上膛。
- 槍管（Barrel）：

槍管末後端接上機匣（也稱做槍機容納部，槍機框）內的部分，稱之為槍膛（Chamber）也叫做藥室或後膛（Breech），是容納上膛子彈與加速子彈的地方。槍機勾出待發的彈藥後，就會被推入槍膛，槍機勾彈與撞針進行擊發，藉由槍管內側的膛線（Rifling）和子彈咬合，被火藥氣體推動的子彈就會因此順著膛線旋轉，離開槍口後繼續自行旋轉，能將動能保留更久，穿透力也會提高。此外自旋也讓子彈的行進路線可以預測。
- 槍機總成（Bolt assembly）：

M16槍機總成（Bolt assembly ）由槍機凸耳（Bolt Lug）、槍機（Bolt）、凸輪銷（Cam Pin）、撞針（Firing Pin）、插銷（PIN ，用於固定Bolt）、槍機座(Bolt Carrier)六個可活動部件組成。
M16 槍機總成（Bolt assembly 或稱Bolt Carrier 槍機座），上方長管狀是槍機氣室（作用類似容納活塞運動的氣體缸管），槍機氣室底下有塊方頭插銷叫「Cam Pin」（凸輪銷），凸輪銷有孔讓撞針通過，另在槍機管圓孔中插銷是固定撞針用，槍機頭（Bolt head）周圍類似齒輪物是「Bolt lug 」（槍機凸耳，可譯成槍機頭鎖耳），有8個，其中一個兼具退殼勾（extractor）作用，內凹中心是撞針孔，下方圓柱是退殼挺（ejector）。 膛室閉鎖靠「槍機凸耳」旋轉完成密封，是AR槍系獨有特徵， 過程中槍機座(Bolt Carrier)本體不「滾轉」，只有槍機凸耳（Bolt lug）旋轉，槍機不旋轉，不能稱為旋轉式槍機（Rotating bolt）。毛瑟步槍、M14步槍、AK系步槍是旋轉式槍機（Rotating bolt），英語相關著作多認為運作方式類似Rotating bolt 。可參考HK MR762A1 LRP的使用者手冊23頁到25頁內容有槍機分解圖，該型槍使用和AR相同「Bolt Carrier」（槍機座）。 

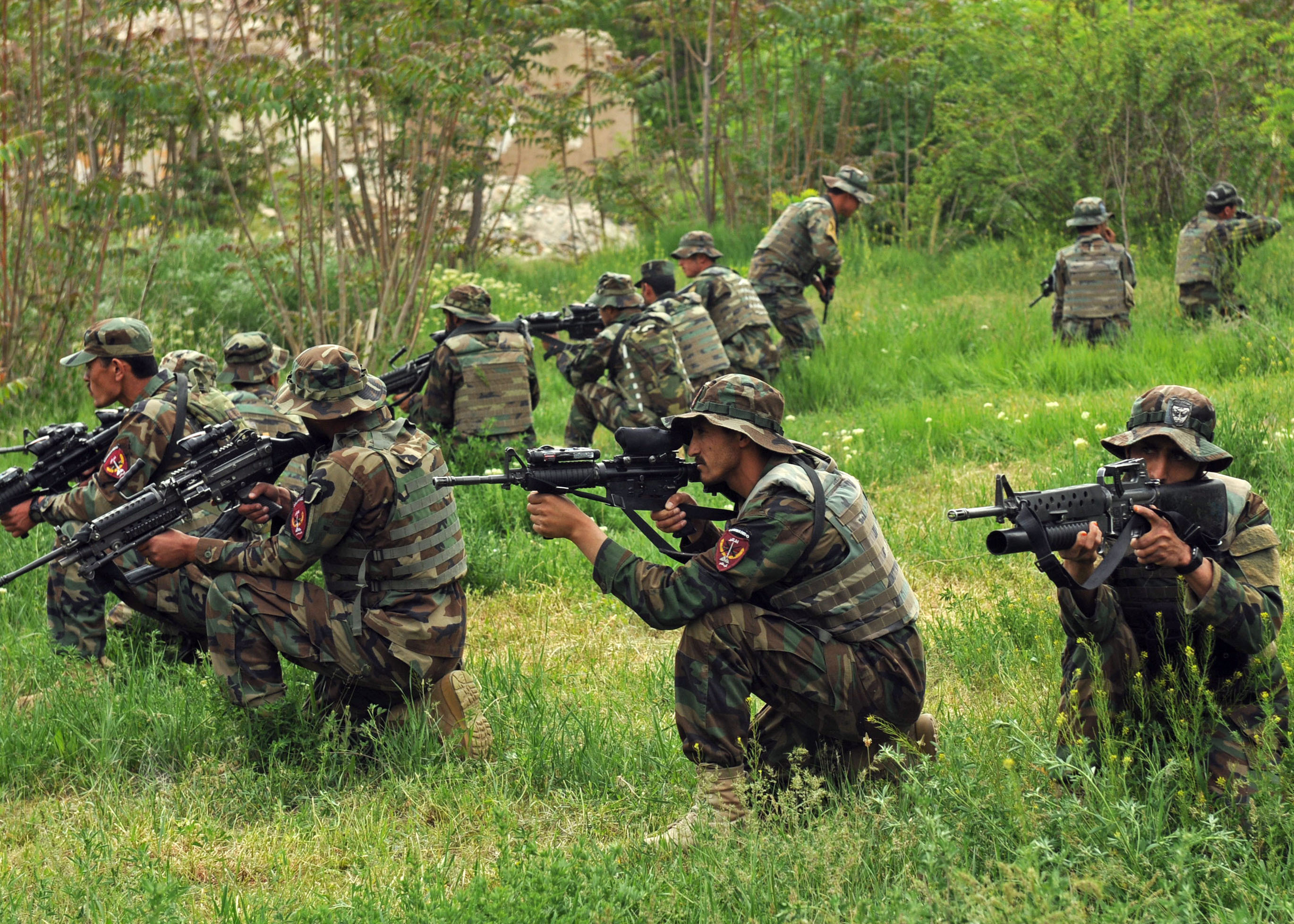
最右邊的阿富汗突擊隊員手持裝有M203榴彈發射器的M16

- 護木（Handguard、Forend）：

護木（護手）會覆蓋上機匣前面、準星後面這一段槍管。護手顧名思義，就是包住槍管讓手能夠握持的部件，槍管溫度很快就會隨著射擊活動飆高，所以需要一個隔熱墊才能讓手握持，裡面還會有另一層隔熱墊，用來進一步阻絕槍管散發的熱氣傳到射手手上。護手除隔熱以外還有一個功用就是散熱，過熱的槍管會使槍膛內的子彈熾發也就是彈藥被過熱的槍膛給提前引爆。M16槍系步槍護木可以輕易拆除，M16A4護木邊緣有鋸齒狀物體叫做戰術滑軌（Rails），正式名稱是M1913（Picatiny）皮卡汀尼導軌（Picatiny是一種軍事標準）。戰術滑軌的用途是安裝配件，有對應安裝座的配件如瞄準鏡或前握把，只要使用螺絲固定就可以鎖在滑軌上使用，側邊滑軌還裝保護軌道本體的軌道護片（Rail Panel）。
- 機械瞄準具和攜行提把：

機械瞄準具包含準星（Iron Sight）照門/覘孔（Rear Sight），機械瞄具有型式之分，最主要的差異便在於「Rear Sight」，在中文裡依外型的不同分為覘孔（Aperture）與照門（Notch）。一般而言，覘孔是現今多數步槍的設計主流，歐美步槍一直都是用覘孔。覘孔所想定的射程會反映在它的孔洞大小上，近戰用的覘孔直徑會較大（M16A2是翻轉式覘孔 ，直徑改為5公釐，標示0-2），而遠距離射擊的覘孔直徑就會較小（M16A2 為1.8公釐），因為孔越小越能精確瞄準，但卻有讓瞄準速度變慢、視野太小的問題。攜行提把除機械瞄具，還有圓孔供固定瞄準鏡。
- 槍口裝置（Muzzle Device）：

消音器是最廣為人知的一種槍口裝置。由於一般槍械（手槍、毛瑟手動槍機步槍）無槍口裝置射擊時，槍口（Muzzle）會噴出較大的火燄，會暴露射手位置也會影響瞄準。步槍用的槍口裝置基本上有兩種：防火帽、制退器（Flash Hider、Muzzle Brake）與消音器（Sound Suppressor、Silencer）。防火帽是最常被使用的槍口裝置，防火帽顧名思義，就是藉由將槍口火燄分流的方式，來降低槍口燄的亮度與大小也被稱為「消焰器」。柯爾特突擊型，M16槍系列很多都採用鳥籠式防火帽。而另一種類似的東西就是制退器，制退器設計的重點便是後座力的應對，藉由氣體排出方向的控制，產生與後座力方向相反的力道來互相抵消。防火與制退這兩個功能常是合併在一起的，另外防火帽或制退器還有一個功能，就是降低槍聲，但是降低音量的效果仍然遠不及消音器（使用消音器後就能不戴耳塞或抗噪耳機直接射擊）。XM-177E1的大型防火帽有減音與消燄的雙重功能，但不到消音器的水準，有人稱之為調節器（Moderator）。

### 下機匣（Lower Receiver）
上、下機匣前後各用一根插銷（pin）結合，就是一把步槍。下機匣掌管彈藥供應、射擊模式與操作，藉由調整其中的射擊選擇桿（Selector，俗稱「快慢機」），就能決定武器要以半自動（SEMI）或是全自動（AUTO）模式射擊，而扳機組（Trigger Group）也能鎖住扳機，做為步槍的保險。另外還有彈匣（Magazine）與彈匣插口（Magazine Well），與釋放彈匣的彈匣卡榫（Magazine Release）。M16槍系扳機前方上面的按鈕就是彈匣卡榫，前面是彈匣插口，而以M-16為首的美系槍械，多具備能在彈盡時固定槍機的（無彈後定）功能，上彈匣後輕輕一拍即可上膛的槍機卡榫（Bolt Catch），因其外形而被人暱稱為小球拍。
下機匣還有個緩衝器功能，M16槍系的復進簧管在槍機總成後面，為的是加長緩衝的距離，因此需要佔用槍托的空間才能容納後退的槍機總成與復進簧管。也因此沒有經過特殊改造的M16槍系無法使用折疊槍托只能用伸縮槍托。

### M16三款主要型號差異處
- 第一代是1960年代配備的M16和M16A1，使用舊式M193／M196子彈，能以半自動或全自動模式射擊。
- 第二代是1980年代開始配發到軍中的M16A2，發射SS109子彈（北約5.56毫米口徑標準彈藥，美軍制式M855／M856子彈）。M16A2取消全自動射擊功能，只能半自動射擊或三發點放射擊，M16A3是M16A2具備全自動射擊模式的版本，它只被美國海軍採購配發於艦艇、基地等作為警衛人員武器。
- 第三代是模組化設計的M16A4，特點是在平頂式上機匣頂部和護木上添加皮卡汀尼導軌以供用戶安裝各種瞄準鏡及配件。M16A4僅能半自動射擊或三發點放射擊，它在21世紀初成為美國海軍陸戰隊的制式步槍，逐步取代之前的M16A2。美軍曾把M16A4與M4卡賓槍混合編制使用，旨在逐步取代原有的M16A2。但後來美軍透過在阿富汗戰爭的經驗了解到小口徑武器有著射程不足的缺點，即使M16具備較長的槍管，有效射程比M4卡賓槍長，但仍不足以應付遠距離交戰，其笨拙的槍身反而令其在近身距離作戰中不如M4般靈活。故於2017年，M16撤出前線美軍部隊的制式武器行列，當中海軍陸戰隊全面以HK M27步兵自動步槍取代M16和M4，而陸軍則決定以槍身較短的M4全面取代在遠或近距離均不具備優勢的M16。不過，M16A2和A4至今仍然是美國國民警衛隊及部份後備部隊的制式步槍。

當前的制式軍用彈匣子彈容量為30發，而越戰的時候只有20發（30發的彈匣直到戰爭後期才開始研製和生產）。AR-15及M16的彈匣後來成為北約STANAG彈匣制式彈匣，這種規格彈匣也是多款突擊步槍及民用半自動步槍彈匣。另外，配件市場上推出雙彈匣並聯器，但是美國軍方不鼓勵使用，因為有可能增加彈匣頂部受損或者弄髒的機會。
M16利用直接導氣式原理，從導氣孔進入的高壓氣體通過導氣管進入槍機氣室，直接推動槍機進行自由行程，這種結構使射擊精度較高，而且減少獨立的活塞和活塞筒，缺點是槍機容易變得骯髒。因此，M16相比起採用導氣活塞原理的槍械更需要經常清潔和潤滑來保障操作的可靠性。
M16一個明顯具備人體工程學的特徵是在下機匣後方以塑料製成的槍托，槍托內有一個鋁製管狀緩衝器（復進簧管，通常稱叫緩衝管，M16槍系只使用伸縮式槍托不能用折疊式槍托原因在此），它同時起到容納復進彈簧（recoil spring）和後座力緩衝的作用。槍管與槍托成一直線，使抵肩點處在槍膛軸線上能夠減少槍口上跳，特別是在全自動射擊模式的時候。由於後座力不會使準星發生明顯的偏移，使用者的疲乏程度會減輕。另一個符合人體工程學的設計是位於消焰器上方，以及攜行提把之上的機械瞄準具。M16A4則具有一個「平頂式」的機匣，以及皮卡汀尼導軌。用戶可以在導軌上安裝傳統的攜行提把，瞄準系統，或者各種光學設備，例如夜視儀。

### 使用操作
清槍動作（無彈匣的時候）當將槍支從其他人手中拿過來，或者任何不確定槍支狀態的時候，都應該執行清槍動作。為了安全，永遠要假設槍膛裡有子彈且能夠發射。把槍口指向安全的方向，用右手食指按下彈匣釋放鈕，左手取下彈匣，以左手食指按壓彈匣托彈板檢查彈匣簧力是否正常，將檢查完的彈匣放置口袋或彈匣回收袋，然後將槍斜舉胸前，以右手食拇指將T形槍機拉柄向後拉到底（或許會退出1發子彈），以左手拇指按壓槍機卡榫將槍機固定在後，由拋殼窗檢查槍膛以保證它是淨空的，如果有鄰兵可以相互檢視槍膛確保安全，從而使接下來的操作可以在掌握中。槍口朝前、按下槍機卡榫釋放槍機往前、扣下扳機，然後蓋上拋殼蓋、裝上彈匣。
清槍動作（有彈匣的時候）先退下彈匣。如果在裝有彈匣的情況下進行清槍動作，將會有一發子彈留在膛室內。
裝彈將一個裝滿子彈的彈匣插入機匣內。當彈匣準確地插入時會有一聲輕響。測試其是否穩固時可以向外輕拉彈匣，看是否會被抽出。用中等力量從底部敲擊它來確認已經被鎖定。
預備射擊將拉機柄向後拉到底然後鬆手，槍機推彈上膛，若槍機不能復進閉鎖，按下復進助推器迫使槍機向前推到定位。如果槍械不需要立即開火，將射擊選擇桿調到「SAFE」檔確保扳機已被鎖定，以防止意外走火。最後把拋殼窗的防塵蓋蓋上。
開火開火的一般步驟是將槍托底板靠在肩膀上，將眼睛、覘孔、準星，以及目標放在同一條瞄準線上，調整呼吸，將射擊選擇桿調到「SEMI」或者「BURST」（某些型號是「AUTO」），然後扣下扳機。
退彈一隻手按住彈匣釋放按鈕，另一只手握住彈匣，將彈匣拆下。將槍械向右翻轉然後拉動拉機柄，此時將會排出一顆子彈。將槍械向左翻轉，以確保膛室是空的，把槍口指向安全位置扣下扳機擊發。，若槍機復進不到位，按下復進助推器讓槍機向前移動。最後將射擊選擇桿調到「SAFE」檔，以鎖住扳機。最後把拋殼口的防塵蓋蓋上然後處理掉退出來的子彈。

## 服役紀錄

### 美國空軍的M16的和美國陸軍的XM16E1
在1964年2月8日，美國空軍把XM16正式命名為「美國5.56mm口徑M16步槍」（United States Rifle, Caliber 5.56mm, M16）。由於AR-15的拉機柄只有拉動槍機功能，不能助推，而槍機比較輕，慣性小，一旦因為某種原因使槍機不能復進到位，槍機就無法閉鎖，出於對這個問題的擔憂，陸軍採用的試驗型就在M16上增加槍機輔助閉鎖裝置（槍機復進助推器，或稱呼為「輔助推機柄」），並命名為XM16E1。所以XM16E1與M16的最大區別在於其上機匣右側有沒有一個活塞狀的槍機復進助推器，而且M16的槍機表面光滑，而XM16E1的槍機右側表面加工有多道凹齒，以便與槍機復進助推器作用，萬一槍機沒有復進到位，可用手按壓這個槍機復進助推器把槍機向前推到定位。
其實在當時，柯爾特、空軍、海軍陸戰隊和尤金·斯通納認為沒必要為步槍增加這個使採構單價增加4.5美元的複雜裝置，而且也認為這個裝置沒有實際好處。無論這個受到爭議的「槍機復進助推器」裝置是否有效？三年後陸軍還是在1967年2月28日訂購有這個裝置的840,000支XM16E1（另一些資料指柯爾特在1966年6月16日獲得這份價值約91,700,000美元的合約），並正式命名為「美國5.56mm口徑M16A1步槍（United States Rifle, Caliber 5.56mm, M16A1）」（另一些資料說M16A1是在1967年2月23日正式命名）。但是在1965年至1967年期間，XM16E1在越南的戰鬥中暴露出許多問題來。
對於AR-15能成為M16，以前在越南初期的問題頻生，M14和SPIW都可謂「功不可沒」。事情還要從1950年代說起。在北約進行「彈藥通用化」即要在北約內統一槍彈口徑時，美國認為T65式7.62×51mm槍彈射程遠、穿透力強，堅決反對任何降低威力的小口徑彈藥，美國憑盟主地位施加強硬影響，使北約在1953年正式決定T65彈為北約制式彈，美軍的制式步槍也選定春田T44，並定型為M14。
M14剛剛裝備部隊便立即在越南戰場投入使用，在越南的叢林山區中，M14的缺點暴露無遺。M14全長1120mm，帶裝滿子彈彈匣時全重4.54kg，由於7.62mm槍彈威力大，在全自動射擊時後座力非常大，射手不容易控制，造成射擊精度很差。最不能忍受的是在越南戰場上配發的M14都安裝快慢機鎖（參見M14/M14A1中的具體說明），士兵只能半自動射擊，在AK-47強大火力的壓制下，使用M14的美軍士兵苦不堪言。此外由於步槍和彈藥都太重，通常在巡邏任務中的單兵攜帶的彈藥量不超過100發子彈。此外M14槍身用太多的木製件，結果在越南潮溼的叢林中很快就會因為吸收太多水份而導致變形、鬆動、甚至還會腐爛，從而嚴重影響射擊精度。
美國陸軍高層在落後的思維下導致M14這種落後於時代的武器誕生。而痛定思痛的陸軍高層卻把希望寄托在另一件領先於時代的武器——SPIW（甚至在2020年看來，某些紙面數據也是太科幻了）。陸軍高層是把M16當成是M14和SPIW之間的過渡武器，所以根本不重視M16的研發和試驗。結果，由於SPIW的失敗，才導致M16能正式上位；但也正是由於SPIW失敗得太快，導致M16在列裝前沒機會進行更充分的試驗和改進，且由於陸軍高層對待M16的心態不正，而導致早期M16的可靠性面臨質疑。
XM16E1全面配發到部隊後首次在戰鬥中登場是在1965年11月越南德浪河谷戰役（Ia Drang）的戰鬥，而且表現得相當好。哈爾·穆爾（Harold G. Moore）中校（後升為中將）在報告中寫道：這次勝利是由「勇敢的士兵和M16帶來的」。（哈爾·穆爾與當時的隨軍記者喬瑟夫·蓋洛威合寫關於德浪河谷戰役回憶錄，書名為《越戰忠魂》（We Were Soldiers Once… And Young），該書在2002年被拍攝成電影《勇士們》，由梅爾·吉勃遜主演。）

### M16/M16A1的實戰反饋和改良
但當XM16E1配發的數量在逐漸增加的時候，其名聲都也在逐漸變得更壞，從1966年秋天開始，越南戰場上頻頻傳出M16出現故障的消息，許多關於戰鬥失利的報告都提到該槍的問題。在1967年5月，一名海軍陸戰隊員所寫的家信中就有這樣的內容：
「我今天上船時剛好收到你的信。從上個月的21號到今天我們都在實施行動。目前敵人傷亡很大，而海軍陸戰隊的傷亡比較輕微所以我才能回到基地看報紙。讓我給你一些統計數字看看為什麼說傷亡輕微。在我們營裡出戰接近1400人，有半數的人能回來。我們連裡出戰250人，有107人回來。我們排裡出戰72人，有19人回來。我想我的運氣到頭了，他們（死神）最後也會找上我的。可是，我只是被一塊小彈片打中。我希望我的伙伴們都可以說這樣的話。……信不信由你，你知道是什麼東西殺了我們大部份的人嗎？是我們自己的步槍。在我們離開沖繩島之前，我們全部都配發這種新式步槍—M16。實際上我們發現幾乎每個人死的時候都在維修他的步槍—因為他的步槍出故障。有一位跟我們在一起的女記者拍下這些照片，五角大樓發現後不讓她公開這些照片。他們說不希望影響到美國公眾的情緒。這不是很可笑嗎？」
柯爾特公司立即派出幾個專家小組奔赴現場，美國參議院武裝部隊委員會、美國全國步槍協會旗下的《美國步槍手》（英語：American Rifleman）雜誌等也派人前往調查、採訪，此時，由凱薩琳·利萊（Catherine Leroy）拍攝照片在巴黎《競賽》雜誌上公開，消息傳到國內，一片嘩然，批評M16的浪潮此起彼伏，尤其是反對採用小口徑的人推波助瀾、添油加醋。當時M16存在的主要問題有：
- 彈膛污垢嚴重
- 卡殼、拉斷彈殼
- 彈匣損壞
- 槍管與槍膛鏽蝕、缺少擦拭工具，尤其在惡劣條件下，情況更為嚴重。

這些故障的原因是多方面的，越南氣候潮溼，溫度高，若不注意擦拭維護，很容易使槍生鏽，但改用步槍彈發射藥是主要原因。M16原本所用的M193槍彈原來填裝杜邦公司的IMR4475單基管狀藥，這種藥燃速快、壓力曲線升得快、殘渣少。不久，杜邦公司通知陸軍說他們無法大量生產IMR4475。1964年1月，陸軍決定採用奧林公司的WC846雙基球形藥，他們認為這種發射藥易於生產，成本低，而且燃速慢，降低峰壓，有利於提高槍管壽命，而且原本T65槍彈（7.62×51mm北約標準彈）也是使用這種發射藥的。但事與願違，M193彈採用WC846藥後便出現很多問題：球型發射藥燃燒後會在M16的槍管和導氣管中留下一些粘粘的殘渣，由於槍管沒有鍍鉻，而導氣系統又沒有相應的維護裝備和適合的潤滑物，因此很難迅速使步槍恢復正常使用狀態；由於球型發射藥的彈道特性導致導氣孔的壓力，加上緩衝裝置重量很輕，M16的全自動射速從正常狀態下的每分鐘750-850發提高到每分鐘850-1000發；另外由於槍機開鎖時剩餘膛壓高，殘渣也增加槍膛壁與彈殼之間的磨擦力，因此經常出現卡殼和斷殼現象；此外，對M16的生產全過程缺乏一個有效的管理體制導致的品管問題也是一個重要原因。
斯通納本人對於改用發射藥一直存有遺憾，據說他曾與眾議員弗郎克維有過一段對話。當時斯通納正在翻看改變發射藥後的M16步槍技術數據：

弗郎克維：您的意見如何？
斯通納：我建議還是不改為好。
弗郎克維：陸軍已經決定這樣辦了。
斯通納：既然已經決定還徵求意見幹什麼？
弗郎克維：我想如果您能同意，我會感到舒服些。
斯通納：好，那就讓我們兩人都不舒服吧！

除上述原因外，裝備M16的部隊缺乏必要的訓練和指導以及缺少維護工具也導致M16在戰鬥中出現了很多戲劇性的故障。斯通納系統的優點是槍機在上機匣內形成如「活塞」般在槍管軸線上運動，這樣槍機組在運動過程中質心變化小，不會對精度造成不利的影響，而且沒有獨立的活塞也使得結構簡單和減少活動部件。但該系統的缺點是火藥氣體直接進入槍機總成，很容易在槍機總城內積碳，因此，M16需要經常清潔和潤滑以確保其可靠運作。使事情變得更糟的是，部隊使用單位被告知這種太空時代的武器不必清潔和潤滑，因此沒有配備相應的維護工具。如果仍然用最初的IMR發射藥這倒可能是真的，但偏偏現在使用比較「髒」的球形藥。結果，M16經常在戰場上卡殼。
但不管是什麼原因，現在對於M16的爭辯再一次風起雲湧，斯通納的最新設計斯通納63武器系統被送去越南試驗，而SPIW的試驗武器計畫被重啟。幸運的是，這一次對待M16的問題卻表現得比對待M14要冷靜得多。 針對M16在戰鬥中表現出來的問題，由國會組成的委員會於1967年5月15日開始著手調查，首席代表是密蘇里洲的民主黨員理查德·伊薩霍特（Richard Ichord）。他在本寧堡和彭德爾頓營進行測試觀察M16的故障案例，並直接專程前往越南評估問題，調查委員會在1967年6月下旬提交報告，陳述「看上去所謂問題重重的M16其實是一支非常優秀的步槍，其在應用中發現的種種問題均由部隊內部管理不善所致。」。
但抽殼困難和射速的問題是由於設計缺陷引起。為解決設計中的一些問題，M193彈中容易產生殘留物的含鈣元素碳酸鹽含量由原來的1%減少到0.25%，這樣就使M16導氣管的堵塞現象減少一半，抽殼困難的現象也得到解決。柯爾特公司也對M16本身進行改進，例如重新設計緩衝器（即復進簧和配重的復進簧管），使射速降低到正常狀態；設計一種維護工具以及新的槍托，使維護工具能貯存於步槍內；膛線纏距由1：14英吋改為1：12英吋；嚴格控制生產工藝，提高產品品質。最後，還制訂一項「應該如何正確地維護M16」的龐大訓練計畫，並印制一份連環漫畫式的步槍維護手冊發給士兵，這項措施是關於操作問題的最終解決方法。
也許對M16A1的最重要的變化是槍膛鍍鉻，後來干脆槍管內膛完全鍍鉻。這項改進其實早在最初的「齊射」計畫時已經提出過，但由於不划算而被放棄。當時還沒有可靠的方法去給直徑小的.224槍管內膛鍍鉻。鍍鉻的真正價值在於防止槍膛腐蝕，當槍膛內由於鏽斑、沙、污垢、或機械加工痕跡會增加摩擦系數，粗糙的槍膛加上斯通納式槍機缺少預抽彈殼動作、以及5.56mm槍彈的彈殼錐度過小，許多士兵發現經常在打第一發彈後就會粘膛。而槍膛鍍鉻後則不容易生鏽，而且也減少摩擦，槍膛內殘留的污垢很容易隨著擠壓動作與彈殼一起拋出。
在操作性能和生產問題上所作的努力，使得M16/M16A1的可靠性問題迅速減少，雖然名聲還是很差。但M16開始在實戰中證明它的可靠性能夠達到使用要求。在1967年8-9月期間，有關調查人員再次在越南戰場上調查士兵對M16的意見，調查小組會見超過2,100名士兵，只有38人表示想換掉他們的M16步槍，但其中的35人表示想要的只是XM177型——這是M16的縮短型。
在解決故障頻頻的問題後，下一個最迫切的問題，就是如何把更多的步槍交到正需要它們的部隊手上。直到1966年，柯爾特公司都是M16/M16A1的唯一生產商，月產25,000支。1967年6月30日，美國政府購買M16槍系專利、特許生產權和TDP（Technical Data Packages，包括生產圖紙、工藝文件在內的詳細技術資料），美國政府就可以指定其他承包商來生產更多步槍，使部隊能更快地獲得大量新武器。由於擔心飯碗被搶走，柯爾特公司員工馬上展開持續兩個月的罷工來反對這項決定，不過美國陸軍最終還是增加兩個生產M16的承包商。在1968年4月，通用汽車公司的Hydramatic分部（Hydramatic Division of General Motors Corporation）和哈靈頓·理查森公司（Harrington & Richardson）開始生產M16/M16A1，月產分別為25,000支。1969年柯爾特公司擴建，M16的月產量達到50,000支。1970年5月，三家公司的最高月產量達到89,000支。到1971年，通用公司和哈靈頓公司相繼停產M16/M16A1，而柯爾特則仍在為美軍提供M16/M16A1步槍，直到1988年。（為防止M16A1的訂單被取消，柯爾特公司在1969年還製造兩支氣體活塞長行程傳動系統，類似AK槍系槍機傳動原理的Colt Model 703 型。）
M16與AK47的首次較量是在越南戰場上，在很多對比兩支槍性能的報道中都會提到當時很多美軍士兵在繳獲AK47後，寧願扔掉M16而使用AK47，這種情況常常被誇大地描寫，使人感覺到M16系列十分不可靠。然而事實上美國士兵扔掉M16步槍雖然確是存在的事實，但卻遠不如人們所想像的普遍。在哈爾·穆爾的書名為《越戰忠魂》中多次提到戰鬥中M16出現故障時的解決方法往往是一些人使用傷員或陣亡人員的步槍繼續戰鬥，而另一些人則蹲在散兵坑底排除故障。因為在戰鬥，除非自己的武器確實無法使用又沒有後備武器，否則一般人都不會冒險在火線下撿敵人的武器使用，那通常是在戰鬥結束後打掃戰場時才悠哉游哉地幹的事情，此外使用不同型武器還涉及到訓練水準的有效發揮和配用彈藥供應等問題。使用繳獲武器情況的確存在，但反過來，同樣有不少越共、北越軍使用繳獲的M16系列。一方面他們懼怕M16的殺傷力，他們經常談論「小黑槍與小彈能打大孔」，另一方面，他們使用任何能找到的任何武器，包括M16。
經過改進的M16A1不但提高可靠性，也在生產品質管理上嚴格把關。例如每一批M16A1在配發到部隊前，都會進行可靠性抽試，抽試的結果中表明M16A1平均故障率為0.033%，低於指標要求的0.15%，平均無故障工作時間為3000發。通過嚴格控制生產工藝，M16A1還是具有良好的可靠性。盡管M16最初在越南戰場上表現得故障頻頻，但問題在6個月內就解決，M16/M16A1在戰鬥表現中證明尤金·斯通納的設計優秀。
雖然美軍在越南戰場失利，但M16卻從越南戰場起步，僅柯爾特公司在這段時間內就生產350萬支M16。1974財政年度，美國陸軍採構270萬支。M16開始走向世界，並在世界各國軍隊掀起一股小口徑步槍熱潮。有意思的是，北越軍隊徹底擊敗南越軍隊後，從南越軍隊手上繳獲約一百萬支M16A1。越南在1970年代至1980年代期間把這些繳獲的M16A1銷售到其他地方，大部分是賣到中美洲，比如薩爾瓦多的左派游擊隊馬蒂民族解放陣線黨（FMLN）。

## 北約標準化彈藥
1970年3月，五角大樓發表震驚其他北約國家的言論：「所有隸屬北約的美軍部隊必須裝備M16A1」。英軍對於美國軍械部人員20年前強制要求北約使用7.62毫米口徑彈作為標準彈藥往事表示不滿，因為美國曾認為英國的0.280口徑（7.1毫米）彈藥威力不足，而現在卻告知他們說美國終於認識到這種小口徑槍械的必要性，也開始準備進行一種更輕的北約標準化彈藥。
但是在1970年代中期，其他國家的軍隊也在尋找一種類似M16的武器。一項北約標準化的計畫很快啟動，並在1977年開始進行針對各種不同彈藥的測試。美國直接提交他們最原始的設計，M193槍彈，而且沒有進行任何改良。然而隨著防彈衣的普及，部份國家認為其裝備的子彈應該具備更高的貫穿力。英國推出一種改進自5.56毫米彈藥，使用更長和更細的4.85毫米子彈，裝在現有的美國彈殼內。這種彈藥具有更好的彈道性能，也具備更強的穿透力，有效射程為600公尺，符合他們對於班用自動武器（輕機槍）的要求。西德開發一種新的4.7毫米無殼彈藥，與美國原本的設計具備相似的彈道性能，但是卻輕巧得多。然而對於這種無殼彈藥還是有很多不信任，因為它有可能自燃。最終的設計由比利時提交，也就是SS109彈，一種同樣基於美國子彈，口徑同樣是5.56毫米口徑的新彈藥，它具備較重和更尖銳的鋼彈頭以增加貫穿力，有效射程比M193彈更遠。
測試很快就發現比利時和英國的設計大體上差不多，但是都比原始的美國設計要好。然而為發揮SS109的全部性能，槍管需要使用的最佳膛線纏距是1：9英吋，但是為發射較長的L110曳光彈時可更加穩定需要1:7英吋膛線纏距，這種曳光彈在改進彈道性能的同時更增加射程，L110的有效射程則是800公尺，M196曳光彈（使用M193球狀裝藥配套）的有效射程為450公尺，而現有的1：12英吋膛線纏距槍管由於不穩定性而只有90公尺的有效距離。但是最終美國陸軍選定比利時SS109彈作為新的制式步槍子彈，為此他們需要全新步槍。在1982年面世的M16A2從那以後成美國的制式軍用步槍。為美國生產的北約標準彈藥稱為M855彈，使用來自SS109彈的設計。M856彈則為L110曳光彈的美國版本。

## 美軍制式型號

### 柯爾特的型號：601和602型
柯爾特在獲取阿瑪萊特AR-15步槍的生產權後生產的首兩個型號為601和602型（Colt Model 601 and 602 ）。這兩種型號實際上只是對原來阿瑪萊特步槍的複製版本。601型和602型的彈匣座側面呈平板狀，它們沒有在彈匣釋放鈕外面設置防止誤操作的「圍欄」，同時部份版本的槍身被噴上綠色或棕色油漆。601型是美國空軍採用的第一種步槍，但是後來很快就被改良版XM16／M16（柯爾特604型）所取代。他們也購買一定數量的602型。大量的601和602型曾被許多特種部隊所採用，當中最有名的就是英國陸軍特種空勤團（SAS），他們早在派到馬來亞作戰時便已裝備這些武器。601型和602型的唯一區別就是後者從原本1:14英吋的膛線纏距改為更常見的1:12英吋的纏距。

### M16
「XM16」為美國空軍正式採用後的版本，其正式命名為「5.56mm口徑M16步槍」。這是美國軍方第一種正式採用的M16，具有三角形的護木及三瓣式消焰器，但並沒有復進助推器。槍機本來採用鍍鉻式設計，槍機側面則被磨光，也沒有裝配槍機復進助推器的槽口。後來，鍍鉻槍機被放棄，因為陸軍配發裝配復進助推器（槍機輔助閉鎖裝置）以及燐化處理過的機匣的試驗型。美國空軍至21世紀仍繼續使用這些武器，並會在槍械磨損時進行翻新和更換新的部件。

### XM16E1和M16A1
陸軍的原型版本XM16E1和M16在本質上是一樣的，除了前者增加槍機復進助推器。M16A1是第一種最終化生產型。為解決在XM16E1測試中暴露出來的問題，生產商以一種「鳥籠」式消焰器取代XM16E1原本採用的三分叉式消焰器。後者太容易讓外來的物體進入，例如被樹葉和細樹枝卡住。當在戰場上發現許多問題之後，生產商都針對這些問題作相應的改動。此外也研製維護工具，以向士兵配發。由於採用槍膛內室鍍鉻以及後來的全鍍鉻槍管內膛，原本因污染物和鏽跡所導致的故障已逐漸減少。問題最終在6個月內就解決，以至於後來的部隊已經熟悉如何處理這些早期故障。

### M16A2
M16A2所作的改動比先前型號更多。除採用新的膛線纏距外，護木前的槍管進行加厚處理，以增加槍管的抗彎曲性能，同時減緩連續射擊時的過熱，也有助提高單發精度。覘孔直徑改為5毫米，並加上一個新的可調節照門，它可從300到800公尺進行調節，還可以調整風偏，以充分利用SS109彈藥的彈道特性。消焰器被再次修改，這次是將消焰器底部兩個向下的開孔封閉，使其在俯臥射擊時不會揚起灰塵或者雪花。護木截面從原本的三角形形狀改成有散熱肋條可以起防滑作用的圓形，使其更適合手掌小的使用者握持，也由原來的左右兩半式改為上下兩半對稱式，從而使得庫存的備件不必單獨區分左護木和右護木。其槍托設計得更長和更結實，由於採用改進的塑膠材料和設計，A2型的護木據說比原先的設計要結實10倍。SS109彈由於採用更重的彈頭，初速也因而有所減少，從早期型號的3,200碼／秒（975公尺／秒）下降至A2的大概2,900碼／秒（875公尺／秒）。另在上機匣朝向拋殼口的後方設有一個特別的彈殼拋殼偏向裝置來防止退出的彈殼打到左撇子的使用者。
槍機也重新經過設計，將原本的全自動模式改成三發點放模式。訓練不足的部隊在使用全自動武器的時候，由於掌握不到控制連發射擊的技巧，經常扣著扳機不放，從而造成散射。因此，美國陸軍得出結論：三發點放能夠在節省彈藥，準確度和火力密度之間提供一個最好的平衡。但是，M16A2的點射機構帶有設計缺陷：扳機組件在扳機釋放之後不會自動復位。舉例來說，當一名士兵在點射時第二發和第三發之間就已經鬆開扳機，那麼下一次他再扣動扳機的時候只能打出一發子彈。即使在半自動模式中，扳機組件的機制也會影響武器的使用。每射出1發子彈後，扳機組件都會在點射模式的3級之間位置不同。在這些級數之間每一次扣動扳機力度都不太一樣，會影響精確度，雖然對於大多數射手來說都不明顯。
總括而言，M16A2的新特性為原本的M16增加重量和復雜度，而且取消全自動模式。在新型號被認為更精確的同時，更重的子彈也帶來更彎曲的彈道曲線，從而使得距離估量的準確性要求更加高。輿論也指出覘孔的設計不理想，小覘孔不容易找準星，而大覘孔又降低瞄準的準確性。更糟糕的是，照門的形狀並非造在同一平面上。或者說，當照門因應不同的射程需要進行調整的時候，彈著點將會發生改變。照門的距離調整功能在戰鬥中很少使用，因為士兵通常都會將它調到最低距離，也就是300公尺。但不管這些輿論的批評，不論是為滿足北約標準化的SS109（M855）還是為替換軍械庫中的越戰時代武器，這種新的武器還是需要裝備的。

### M16A3
M16A3是M16A2的可全自動射擊特殊型號，為M16A2剛問世時美國海軍所採購，數量不多，主要用於艦艇、基地警衛保安工作。它具有Safe-Semi-Auto（S-1-F）快慢機，就像M16A1一樣。關於M16A3的特性至今仍有一些混淆的地方。它經常被描述成M16A4的可全自動射擊版本，但正式版本的M16A3配備M16A2的上機匣而不是M16A4型的平頂型上機匣。而所謂的「平頂型M16A3」很可能只是部份使用者把M16A4的平頂型上機匣安裝在M16A3下機匣的改裝武器。這種誤解也有可能來自於民用槍械製造商給予的A2和A3代號，用來區分具有固定攜行提把的A2和具有皮卡汀尼導軌的版本。

### M16A4
M16A4曾為美國海軍陸戰隊的前線制式裝備，美國陸軍未有正式採用但有將其列入美國陸軍野戰手冊（U.S. Army Field Manuals）中，它是將槍械與火控系統分別進行模塊化來設計的。M16A4取消舊型號的固定式攜行提把以及金屬照門的組合，而是以MIL-STD-1913皮卡汀尼導軌及可拆式提把取代之。這令槍械可以裝備可拆卸攜行提把或大部分MIL-STD-1913規格的軍用和民用照準器。所有美國海軍陸戰隊的M16A4都裝配奈特軍械公司的M5 RAS戰術導軌護木，可以附加前握把、雷射瞄準具、通用戰術燈或者多種其他附件。在美國陸軍野戰手冊裡，配備RAS的M16A4通常稱為M16A4 MWS或模組化武器系統。這個型號仍然沿用M16A2的三發點射模式（部分美軍士兵也會使用M16A4的上機匣和M4A1的下機匣進行結合改造，不過這種改造一般是不被允許的）。
美國海軍陸戰隊已於2015年10月以M4卡賓槍取代前線部隊的M16A4，這些步槍被轉交給非前線部隊和支援崗位使用。而在2017年，海軍陸戰隊的M16A4和M4已全面被HK M27步兵自動步槍所取代。目前在美軍內部只有少數的非前線部隊仍有裝備M16。

## 特殊型號

### 柯爾特655和656「狙擊手」改良型
隨著在東南亞的武裝沖突不斷升級，柯爾特研製兩種M16的改型，以擔任狙擊步槍或精確射手步槍的角色。柯爾特655（colt model 655）本質上是標準的M16A1步槍，但是配備較短的重型槍管以及可拆卸攜行提把上安裝的瞄準鏡。柯爾特656配備長型重槍管，它具有一個特別的上機匣，沒有可拆卸攜行提把。但是它有一個可調風偏的機械瞄準具以及韋佛式瞄準具基座。後者是柯爾特和皮卡汀尼導軌導軌的先驅。除重槍管之外，它還具有一個有護圈的金屬準星。兩種步槍都以萊瑟伍德或Realist 3—9倍可調距離望遠鏡式（ART）瞄準鏡為主要瞄具。部份版本還裝上Sionics消音器。不過這兩種步槍都沒有成為美軍制式裝備。
這些武器都可以被看成美國陸軍的美國陸軍班用精確射手步槍（SDM-R）及海軍陸戰隊的美國海軍陸戰隊班用先進射手步槍（SAM-R）的始祖。

### XM177、M4卡賓槍、以及柯爾特733
在越南戰爭期間，部份美軍士兵配備M16的卡賓槍版本，稱為XM177。XM177配備較短的槍管約10英吋（約260公釐）以及伸縮式槍托，使得它能更加緊湊。它還具有火藥燃氣通過幾級膨脹室減緩膨脹速度從而降低槍口震波的減音／消焰器組合功能的消音器，可減少槍口火焰及噪聲帶來的問題。美國空軍的GAU-5/A（XM177）改良型以及美國陸軍的XM177E1改良型區別在於之後的槍機復進助推器。最終的空軍GAU-5A/A和陸軍XM177E2具有長290毫米的槍管，以及更長的減音／消焰器。增長槍管是為能夠安裝柯爾特的XM148 40毫米榴彈發射器組件，同時也可以改善彈道性能。這些版本也叫做柯爾特突擊型（Commando），它們以CAR-15的名義作稱呼及採構。這些改型只少量配發給特種作戰部隊、直升機機組人員、空軍飛行員、士官、無線電操縱員，以及炮兵等單位使用，而非常規的前線士兵。由於槍管較短，沒有充分燃燒的火藥顆粒很快就會堵塞消聲／消焰器，從而降低消聲效果；另外消聲／消焰器也會影響射擊精度；最令人困擾的是原本在M16步槍上由發射藥所引起的射速過高問題在XM177E2上變得更嚴重。故美軍最後停止對XM177E2的進一步改進，同時把已經簽定的生產合約全部作廢。而正式採用過XM177的亦只有美國空軍。
美軍現時使用的M4卡賓槍就是從這些設計衍生研究出來的，包括部分14.5英吋槍管的M16A1型卡賓槍（柯爾特653型）。在1980年代開始採用M16A2和新的M855／M856彈時，採用新膛線的卡賓槍開始取代這些M16A1型卡賓槍。XM4（柯爾特720型）在80年代中期開始測試，採用14.5英吋（368毫米）槍管。該槍在1994年正式服役，並被正式命名為M4，以取代M3沖鋒槍（以及M9手槍和某些部隊的M16A2）。在巴爾干半島、2000年代反恐戰爭，以及伊拉克戰爭等多場武裝衝突中，它獲得讚譽，現時已取代M16系列成為大部份美軍前線部隊的主力步槍。
柯爾特曾在1980年代重啟它原先的「Commando」構思，推出M733。M733本質上是結合許多M16A2特點的現代化XM177E2。它採用290毫米短槍管，由於槍管極短，又採用標準的M16A2的消焰器，因此膛口噪音和槍口焰的問題非常嚴重，這也是柯爾特突擊型屢遭批評的地方。
同樣在1980年代，射孔武器（FPW）也研製完成，與M2布雷德利步兵戰車搭配使用，為乘搭這些車輛的步兵提供一種能夠在車內通過射孔向外開火的武器，它的代號為M231。

### Mk 4 Mod 0
Mk 4 Mod 0是在越戰期間為海軍三棲特戰隊生產的M16A1改型，於1970年4月服役。它和基本的M16A1主要的區別在於Mk 4 Mod 0是為海軍陸戰隊使用而優化的，它裝有Mk 2 Mod 0消音器。該槍的大部分部件都添加Kal-Guard潤滑油，槍托和復進簧緩衝管上設有一個1/4英吋的開孔作排水用途，以及在復進簧緩衝管組件末端有一個O形環。這款武器能夠放在水下200碼（60公尺）而不會造成任何損傷。最初的Mk 2 Mod 0消音器（Blast Suppresso）是以美國陸軍人體工程學實驗室（Human Engineering Lab，簡稱HEL）的MHEL 4消音器為藍本。HEL M4消音器將氣體從槍機直接排出，但需要一個改進的機匣方可完成。另在拉機柄上面加裝一個氣體偏轉器，以防止氣體接觸到使用者。如使用者移除HEL M4消噪器，他可能需要在每次單發射擊後手動上膛及退膛。另一方面，Mk 2 Mod 0消音器也被認為是Mk 4 Mod 0步槍整體的一部分，但是它卻可以在HEL M4移除後繼續發揮作用。Mk 2 Mod 0消音器也具備快速排水功能，使用者並不需要對拉機柄或機匣進行任何修改。在1970年代後期，Mk 2 Mod 0消音器被KAC的Mk 2消音器所取代。KAC消音器能夠完全浸入水中，並在拿出水面的8秒鐘內完全排干水分。即使安裝在M16A1上射擊的時候，它也不會降低工作效能。美國陸軍後來將HEL M4換成經簡化的SIONICS的MAW-A1消音滅焰器。

### 仿製及授權生產型
M16系列有許多授權生產和仿製型。另外由於「AR-15」的版權和商標早已過期，故現在大量廠商都推出以AR-15為原型改良，甚至直接仿製原槍的版本，從而成為美國流行的民用槍械之一。
- 中華人民共和國的中國兵器工業集團自1980年代開始生產M16突擊步槍的未授權版本，是為CQ突擊步槍（包括CQ5.56及M311／M311-1），這些武器曾大量外銷到第三世界國家及裝備中國人民解放軍的假想敵部隊。最新改進型為對M4卡賓槍的未授權仿製版本CQ-A卡賓槍（又名CQ5.56A）。
- 菲律賓的海軍陸戰隊偵察狙擊步槍（MSSR）是以M16A1改裝而成。
- 新加坡的新加坡科技動力（ST Kinectics）對M16A2取得授權生產，是為M16S1突擊步槍，該槍曾裝備新加坡武裝部隊，現已被SAR 21突擊步槍所取代。
- 中華民國聯勤兵工廠的T65突擊步槍、T86戰鬥步槍及T91戰鬥步槍也有參考M16的部份設計。
- 伊朗國營兵工廠國防工業組織（英语：Defense Industries Organization）未獲授權仿制中国CQ突擊步槍，名為「S-5.56」。該槍目前是伊朗軍隊的制式步槍之一[26]。
- 大韓民國大宇精密工業（英语：S&T Motiv）從柯特原廠取得授權，以生產M16A1步槍，現除二線部隊外已普遍被K2突擊步槍所取代。
- 朝鮮民主主義人民共和國曾於當地非法仿製M16A1，以裝備滲透韓國的武裝特工和特種部隊。除了原本的英文射擊模式刻字外，這些步槍的機匣上沒有任何其他刻字。其復進助推器跟韓國生產的M16A1相同。此外，在北韓的政宣電影中亦曾出現手持M16A1步槍的“韓國士兵”。

## 總結
| 柯爾特型號 | 軍方代號          | 槍管長度          | 槍管                 | 護木類型                | 槍托類型       | 手槍式握把類型 | 下機匣類型 | 上機匣類型             | 照門類型 | 準星類型   | 槍口裝置                    | 槍機復進助推器 | 拋殼偏轉器 | 刺刀座 | 扳機組件                        |
| ---------- | ----------------- | ----------------- | -------------------- | ----------------------- | -------------- | -------------- | ---------- | ---------------------- | -------- | ---------- | --------------------------- | -------------- | ---------- | ------ | ------------------------------- |
| 601        | AR-15             | 20英吋（508毫米） | A1標準（1:14纏距）   | 綠或棕色全長度三角形    | 綠或棕色固定A1 | A1             | A1         | A1                     | A1       | A1         | 「鴨嘴」防火帽              | 無             | 無         | 有     | Safe-Semi-Auto                  |
| 602        | AR-15或XM16       | 20英吋（508毫米） | A1標準（1:12纏距）   | 全長度三角形            | 固定的A1       | A1             | A1         | A1                     | A1       | A1         | 鴨嘴或三分叉防火帽          | 無             | 無         | 有     | Safe-Semi-Auto                  |
| 603        | XM16E1            | 20英吋（508毫米） | A1標準（1:12纏距）   | 全長度三角形            | 固定的A1       | A1             | A1         | A1                     | A1       | A1         | 三分叉或M16A1的鳥籠式防火帽 | 有             | 無         | 有     | Safe-Semi-Auto                  |
| 603        | M16A1             | 20英吋（508毫米） | A1標準（1:12纏距）   | 全長度三角形            | 固定的A1       | A1             | A1         | A1                     | A1       | A1         | M16A1鳥籠式防火帽           | 有             | 無         | 有     | Safe-Semi-Auto                  |
| 604        | M16               | 20英吋（508毫米） | A1標準（1:12纏距）   | 全長度三角形            | 固定的A1       | A1             | A1         | A1                     | A1       | A1         | 三分叉或M16A1鳥籠式防火帽   | 無             | 無         | 有     | Safe-Semi-Auto                  |
| 645        | M16A1E1／PIP      | 20英吋（508毫米） | A2標準（1:7纏距）    | 全長度稜紋              | 固定的A2       | A1             | A1或2      | A1或A2                 | A1或A2   | A2         | M16A1或M16A2鳥籠式防火帽    | 有             | 有or無     | 有     | Safe-Semi-Auto或Safe-Semi-Burst |
| 645        | M16A2             | 20英吋（508毫米） | A2標準（1:7纏距）    | 全長稜紋                | 固定的A2       | A2             | A2         | A2                     | A2       | A2         | M16A2鳥籠式防火帽           | 有             | 有         | 有     | Safe-Semi-Burst                 |
| 645E       | M16A2E1           | 20英吋（508毫米） | A2標準（1:7纏距）    | 全長度稜紋              | 固定的A2       | A2             | A2         | 平頂柯爾特導軌         | 翻轉     | 折疊式     | M16A2鳥籠式防火帽           | 有             | 有         | 有     | Safe-Semi-Burst                 |
| N/A        | M16A2E2           | 20英吋（508毫米） | A2標準（1:7纏距）    | 全長度半獺尾式／HEL導槽 | 可拆卸的ACR    | ACR            | A2         | 平頂柯爾特導軌         | 無       | A2         | ACR減退器                   | 有             | 有         | 有     | Safe-Semi-Burst                 |
| 646        | M16A2E3／M16A3    | 20英吋（508毫米） | A2標準（1:7纏距）    | 全長度稜紋              | 固定的A2       | A2             | A2         | A2                     | A2       | A2         | M16A2鳥籠式防火帽           | 有             | 有         | 有     | Safe-Semi-Auto                  |
| 655        | M16A1特種高輪廓型 | 20英吋（508毫米） | HBAR標準（1:12纏距） | 全長度三角形            | 固定的A1       | A1             | A1         | A1                     | A1       | A1         | 鳥籠式防火帽                | 有             | 無         | 有     | Safe-Semi-Auto                  |
| 656        | M16A1特種低輪廓型 | 20英吋（508毫米） | HBAR標準（1:12纏距） | 全長度三角形            | 固定的A1       | A1             | A1         | A1以及改進的韋佛基座   | 低輪廓A1 | 有護圈的A1 | M16A1鳥籠式防火帽           | 有             | 無         | 有     | Safe-Semi-Auto                  |
| 945        | M16A2E4／M16A4    | 20英吋（508毫米） | A2（1:7纏距）        | 全長度稜紋或KAC M5 RAS  | 固定的A2       | A2             | A2         | 平頂及MIL-STD-1913導軌 | 無       | A4         | M16A2鳥籠式防火帽           | 有             | 有         | 有     | Safe-Semi-Burst                 |

## 使用國家
M16是世界上最普遍生產的5.56×45毫米步槍。當前，M16／M4系列武器在至少15個北約國家和全世界超過80多個國家使用，被譽為當今世界六大名槍之一。美國和加拿大（迪瑪科C7）總共生產8,000,000把步槍。
使用M16系列（不包括未授權的衍生型）的國家和地區包括：
- 阿富汗伊斯蘭酋長國：繼承自阿富汗伊斯蘭共和國。
  - 伊斯蘭酋長國軍（A2、A4）
- 阿尔巴尼亚
- 阿尔及利亚
- 安地卡及巴布達
- 阿根廷
  - 阿根廷武裝部隊（A1、A2）
- 巴哈马
- 巴林
- 不丹
- 玻利维亚
- - 波黑軍隊（英语：Armed Forces of Bosnia and Herzegovina）（A1、A2、A4）
- 巴西
- 柬埔寨：高棉共和國時期從美國購入。
  - 柬埔寨皇家武裝部隊（A1）
- 喀麦隆
- 中非
- 智利
- 哥伦比亚
  - 哥倫比亞軍隊（英语：Military Forces of Colombia）（A2）
- 刚果共和国
- 刚果民主共和国
- 捷克
- 賽普勒斯
- 多米尼克
- 东帝汶
- 埃及
- 薩爾瓦多
- 爱沙尼亚：自蘇聯解體重新獨立後由美國捐贈M16A1。
  - 愛沙尼亞國防軍
- 斐济
- 法國
  - 法國陸軍特種部隊（A2、A4）
  - 法國外籍兵團（A2、A4）
- 加彭
- 希腊
  - 希臘陸軍（A2、A4）
  - 希臘海軍（A2）
- 格瑞那達
- 海地
- 香港
  - 香港警務處
    - 水警總區（A2）
- 匈牙利
- 印度
- 印度尼西亞
- 伊朗
  - 伊朗陸軍第65空降特種部隊旅（英语：65th Airborne Special Forces Brigade）（A4）
- 伊拉克
  - 伊拉克陸軍（A2、A4）
- 伊拉克库尔德斯坦
  - 自由鬥士（A2、A4）
- 以色列
- 義大利
- 牙买加
- 日本
  - 陸上自衛隊特殊作戰群（成立初年使用）
- 约旦
- 科索沃
  - 科索沃安全部隊（英语：Kosovo Security Force）（A4）
- 科威特
- 拉脫維亞：自蘇聯解體重新獨立後由美國捐贈M16A1。
  - 拉脫維亞國家武裝部隊
- 黎巴嫩
- 賴索托
- 利比里亚
- 立陶宛：自蘇聯解體重新獨立後由美國捐贈M16A1。
  - 立陶宛武裝部隊
- 列支敦斯登
- 馬爾地夫
- 马来西亚
  - 馬來西亞武裝部隊
  - 馬來西亞皇家警察
- 模里西斯
- 墨西哥
  - 墨西哥海軍陸戰隊（A2）
- 摩納哥
  - 王太子卡賓槍騎兵連（英语：Compagnie des Carabiniers du Prince）（A2）
- 摩洛哥
- 緬甸
- 尼泊尔
- 尼加拉瓜
- 奈及利亞
- - 朝鮮人民軍（A1）：在1980年代和1990年代期間由潛入韓國境內的北韓武裝特工所使用。為當地仿製型，機匣上沒有刻文[27]。
- 阿曼
- 巴基斯坦
- 巴勒斯坦民族权力机构
  - 巴勒斯坦國家安全部隊
- 巴拿马
- 秘魯
- 菲律賓：在當地授權生產M16A1。
  - 菲律賓武裝部隊
  - 菲律賓國家警察
- 葡萄牙
  - 葡萄牙武裝部隊特種部隊
- 羅馬尼亞
- 沙烏地阿拉伯
- 塞内加尔
- 新加坡：當地授權生產並命名為M16S1，現在仍裝備新加坡武裝部隊的預備役部隊。
- 南非
  - 南非國防軍特種部隊
- ：在越戰期間，美國向大韓民國國軍提供27,000把M16。另外，約600,000把M16A1亦由大宇精密工業授權生產。交付從1974年開始直至1985年結束。
  - 大韓民國國軍（仍有限裝備二線部隊及用於訓練）
- 斯里蘭卡
- 苏丹
- 苏里南
- 瑞典
  - 瑞典國防軍（A2；用於武器識別訓練）
- 中華民國
  - 中華民國國軍（A1、A2）：裝備於陸軍居多，用以汰換T57步槍與M14自動步槍，主要來源於向美軍購買，有極少部分來自越戰美軍汰換裝備，自T65K2於1987年投入產線後逐步汰換，目前僅剩國防部軍備局生產製造中心第205廠留存作為研究之用[28]。
  - 內政部警政署：（A2）與T65K1、T65K2混編作為分局、派出所武裝
  - 海洋委員會海巡署
- 泰國
  - 泰國皇家陸軍（A1、A2、A4）
- 千里達及托巴哥
- 突尼西亞
- 土耳其
  - 土耳其陸軍（A1、A2、A4）
- 乌干达
- 乌克兰
  - 烏克蘭武裝部隊（A4）：2022年俄羅斯入侵烏克蘭期間由美國軍援。
- 阿联酋
- 美国
  - 美國武裝部隊：前線部隊的M16目前已被M4卡賓槍／M4A1卡賓槍（陸軍）以及HK M27步兵自動步槍（海軍陸戰隊）所取代，但仍然裝備二線部隊、美國國民警衛隊及用於訓練。
    - 美國陸軍（M16、A1、A2、A4；早期M16及A1已退役）
    - 美國海軍陸戰隊（M16、A1、A2、A4；早期M16及A1已退役）
    - 美國海軍（M16、A1、A3；早期M16及A1已退役）

  - 部份地方執法機構（M16、A1、A2）
- 乌拉圭
- 委內瑞拉
- 越南：越南戰爭期間繳獲自美軍及繼承自前南越政權的XM16E1和M16A1，現在仍有庫存及裝備民兵部隊。部份更被改裝成M18卡賓槍裝備特工部隊。
  - 越南人民軍
- 葉門

### 前使用國家
- 阿富汗伊斯蘭共和國
  - 阿富汗國民軍（A2、A4）
- - 澳洲國防軍（A1；於1988年被Steyr AUG所取代）
- 英屬香港
  - 皇家香港軍團（A2）[29]
  - 皇家香港警察
    - 水警總區（A2）
- ：美國於1969年向寮國皇家武裝部隊交付首批M16，並配發給宮廷衛隊和傘兵部隊。1971年，寮國軍隊已完全換裝M16步槍。此外，被繳獲的M16步槍也被巴特寮遊擊隊所使用。
- 新西兰
  - 紐西蘭國防軍（A1；於1988年被Steyr AUG所取代）
- 羅德西亞
- 南越：越戰期間從美國進口6,000把M16和938,000把M16A1，交付從1966年開始直至1975年結束。
  - 越南共和國軍
- 苏联：從秘密渠道獲得及使用繳獲品。
  - 國家安全委員會阿爾法小組[30]
- 西班牙
  - 西班牙海軍特別行動組（英语：Unidad de Operaciones Especiales）（A1）
- 英国：採用M16、M16A1及M16A2。
  - 英國皇家海軍陸戰隊
  - 英國特種部隊：已於2000年被L119A1所取代。
    - 英國陸軍空降特勤團
    - 英國皇家海軍舟艇特勤團

### 非國家團體
- 越南南方民族解放陣線：越戰期間大量繳獲自美軍。
- 巴勒斯坦解放組織
- 敘利亞自由軍
- 伊斯蘭國[31]：從伊拉克政府軍手上繳獲大量M16A2和M16A4。
- 臨時愛爾蘭共和軍：於北愛爾蘭戰事期間經美國走私獲得。

## M16A4與現代世界相若的突擊步槍比較
|                        | 俄羅斯 · AK-12                            | 美国 · M16A4         | 比利时 · FN SCAR L-STD | 德国 · HK416 A5-16.5" | 德国 · HK G36              | 奥地利 · 斯泰爾AUG A3 | 義大利 · 貝瑞塔ARX-160 | 瑞士 · SIG SG 550      | 中華民國 · T91步槍     |
| ---------------------- | ----------------------------------------- | -------------------- | ---------------------- | --------------------- | -------------------------- | --------------------- | ---------------------- | ---------------------- | ---------------------- |
| 外觀                   |                                           |                      |                        |                       |                            |                       |                        |                        |                        |
| 採用年份               | 2018年                                    | 2002年               | 2007年                 | 2005年                | 1997年                     | 2005年                | 2009年                 | 1990年                 | 2002年                 |
| 重量（不含彈匣），公斤 | 3.3                                       | 3.4                  | 3.545                  | 3.56                  | 3.63                       | 3.9                   | 3.1                    | 4.1                    | 3.17                   |
| 槍托伸展全長，毫米     | 945                                       | 1,033                | 900                    | 951                   | 999                        | 745                   | 920                    | 998                    | 880                    |
| 槍管長度，毫米         | 415                                       | 508                  | 368                    | 419                   | 480                        | 455                   | 406                    | 528                    | 406                    |
| 子彈                   | 5.45×39毫米 蘇聯口徑 5.56×45毫米 北約口徑 | 5.56×45毫米 北約口徑 | 5.56×45毫米 北約口徑   | 5.56×45毫米 北約口徑  | 5.56×45毫米 北約口徑       | 5.56×45毫米 北約口徑  | 5.56×45毫米 北約口徑   | 5.56×45毫米 北約口徑   | 5.56×45毫米 北約口徑   |
| 發射模式               | 半自動 兩發點放 全自動                    | 半自動 三發點放      | 半自動 全自動          | 半自動 全自動         | 半自動 全自動              | 半自動 全自動         | 半自動 全自動          | 半自動 三發點放 全自動 | 半自動 三發點放 全自動 |
| 發射速率，發／分鐘     | 600—700                                   | 700—950              | 550—650                | 700—900               | 750                        | 680—750               | 700                    | 700                    | 800-850                |
| 槍口初速，米／秒       | 900                                       | 948                  | 800                    | N/A                   | 920                        | N/A                   | N/A                    | 980                    | 840                    |
| 有效射程，米           | 625—800                                   | 600                  | 500                    | 500                   | 500                        | 450                   | 400—600                | 650                    | 400—600                |
| 彈匣容量，發           | 30 （60／95）                             | 30 （20／100）       | 30 （20／100）         | 30 （20／100）        | 30 （100）                 | 30 （42／100）        | 30 （20／100）         | 20 （5／10／30）       | 30 （42／100）         |
| 標準瞄準具型式         | 機械瞄具                                  | 機械瞄具             | 機械瞄具               | 機械瞄具              | 3倍光學瞄準鏡 準直式瞄準鏡 | 1.5 倍光學瞄準鏡      | 開放式瞄具             | 機械瞄具               | 機械瞄具               |
| 步槍瞄準鏡安裝型式     | 皮卡汀尼導軌                              | 皮卡汀尼導軌         | 皮卡汀尼導軌           | 皮卡汀尼導軌          | 皮卡汀尼導軌               | 皮卡汀尼導軌          | 皮卡汀尼導軌           | 皮卡汀尼導軌           | 皮卡汀尼導軌           |
| 榴彈發射器             | GP-25／GP-30／GP-34                       | M203 M320            | FN40GL                 | HK AG-C/EGLM          | HK AG36                    | M203 HK AG-C/EGLM     | 貝瑞塔GLX-160          | SIG GL 5040            | T85                    |

## 流行文化
M16自動步槍以及它的改型在美國和其他許多國家的電影，電視和電子游戲中几乎無處不在。出現M16步槍的電影及電子游戲包括：

### 電影
- 1976年—《獵鹿人》：型號為M16A1，以20發彈匣供彈，由美軍士兵和南越軍士兵所使用。
- 1979年—《現代啟示錄》：型號為M16A1，以20發彈匣供彈，由美軍士兵所使用。
- 1982年—《第一滴血》：型號為M16A1，以20發彈匣供彈，由國民警衛隊和約翰·藍波（John Rambo，飾演）所使用。
- 1984年—：型號為M16A1，以20發彈匣供彈，由警局內的警察所使用。
- 1985年—《第一滴血續集》：型號為M16A1，由越南海盜所使用。
- 1986年—：型號為M16A1，以20發彈匣供彈，由美軍士兵所使用。
- 1987年—：型號為M16（柯爾特604型）及XM16E1，以20發彈匣供彈，由派往越南作戰的美國海軍陸戰隊員所使用。
- 1989年—《英雄本色III夕陽之歌》：型號為M16A1，由越南共和國軍和越南南方民族解放陣線所使用，也曾多次在火拼中由張志強（周潤發飾演）、張志民（梁家輝飾演）和周英傑（梅豔芳飾演）所搶奪使用，更會雙持。
- 1990年—《終極警探2》：型號為M16A1，由華盛頓州巡警SWAT和美軍士兵使用。
- 1992年—：型號為M16A1，由Johnny Wong的手下、皇家香港警察所使用。另一把裝上M203榴彈發射器的M16A1由“獨眼龍”（郭追飾演）於終盤的槍戰中所使用。
- 1995年—：型號為M16A1（使用A2護木），由洛杉磯警察局警員與劫匪槍戰期間所使用，其特種武器和戰術部隊也配備同款槍械。
- 1996年—：由美國海軍陸戰隊所使用。
- 1999年—：型號為M16A1，以20發彈匣供彈，由母體世界內的士兵所使用，亦曾兩度由主角湯瑪斯·“尼奧”·安德森（基努李維飾演）所繳獲。
- 2002年—：型號為M16A1及M16A2，M16A1出現在索馬里的槍店，而M16A2則由美國陸軍第10山地師與第75游騎兵團所使用。
- 2002年—：型號為XM16E1。
- 2005年—：型號為M16A1（配備M16A2的護木）和M16A2，為尤里·奧洛夫在黎巴嫩所出售的軍火之一。
- 2008年—：型號為M16A1，以30發彈匣供彈，由卡倫反政府軍所使用。
- 2008年—：型號為M16A2，由國民兵與高譚市警所使用。
- 2012年—：型號為M16A1，由駐守美國駐伊朗大使館的美國海軍陸戰隊使館警衛隊所使用。
- 2012年—：型號為M16A2，由駐守美國駐伊斯蘭堡大使館的美國海軍陸戰隊所使用。
- 2014年—《美國狙擊手》：型號為M16A4，裝有各種戰術配件，由美國海軍陸戰隊所使用。
- 2016年—《湄公河行動》：型號為M16A1，由泰國軍隊、警察和金三角地區的毒販所使用。
- 2019年—《藍波：最後一滴血》：型號為M16A1，以20發彈匣供彈，於地下隧道槍戰期間由約翰·藍波（John Rambo，飾演）短暫地使用。

### 電視劇
- 《極限權利系列》
- 2008年—《殺戮一代》：型號為M16A2，由美國海軍陸戰隊所使用。
- 《系列》

### 電子遊戲
- 1998年—：可裝上M203榴彈發射器。
- 1998年—：型號為M16A2，游戲中卻可全自動射擊。
- 1998年—及其資料片與：型號為M16A1，命名為“9毫米突擊步槍”，在STEAM版本中用於替換原有的9毫米沖鋒槍，下掛M203榴彈發射器并最多可攜帶10發榴彈。外觀上使用30發彈匣供彈但裝填了50發彈藥，游戲設定為發射9毫米彈藥并與9毫米手槍共用彈藥，且打空彈匣後裝填時不需要上膛。
- 2000年—：型號為M16A2，掛有M203榴彈發射器。
- 2002年—：型號為M16A2，同樣掛有M203榴彈發射器。
- 2005年—：型號為M16A2，由美國海軍陸戰隊突擊兵和醫護兵單位所使用。
- 2005年—：可裝上M203榴彈發射器。
- 2005年—《真實計划》：M16A1由哈馬斯陣營所使用，並命名為「M16A2」，可選擇使用A1型或A2型的護木及裝上M203榴彈發射器；M16A4由美國海軍陸戰隊作為制式武器所使用，可選擇使用機械瞄具、M68紅點鏡、ACOG光學瞄準鏡、EOTECH全息瞄準鏡、OKC-3S刺刀、RIS護木、前握把和M203榴彈發射器。
- 系列的《現代戰爭》系列三部曲：
  - 2007年—及重製版：型號為M16A4，裝上瞄準鏡後會移除前瞄具，且在戰役模式中被設定為全自動射擊，由美國海軍陸戰隊武裝偵察部隊所使用。聯機模式於等級1解鎖，並可使用M203榴彈發射器、紅點鏡、消音器及ACOG光學瞄準鏡。
  - 2009年—及重製版：型號為M16A4，裝上瞄準鏡後會移除前瞄具，戰役模式中由第75游騎兵團、阿富汗國民軍及141特遣隊所使用。重製版中把玩家角色的第一人稱重新裝填動作更改為前作的樣式。聯機模式時於等級40解鎖，並可使用M203榴彈發射器、下掛式霰彈槍、紅點鏡、EOTECH全息瞄準鏡、消音器、心跳探測器、ACOG光學瞄準鏡、熱能探測式瞄準鏡、全金屬披甲彈（英语：Full metal jacket bullet）及延長彈匣（增至45發）。
  - 2011年—：型號為M16A4，而槍身上的射擊選擇桿並非指向三個模式中的任何一個。戰役模式中由三角洲特種部隊合金分隊所使用。聯機模式於等級4解鎖，而在生存模式則在等級1解鎖，並可使用紅點鏡、消音器、M203榴彈發射器、ACOG光學瞄準鏡、射速增加、心跳探測器、EOTECH全息瞄準鏡、下掛式霰彈槍、混合式瞄準鏡（HAMR瞄準鏡和全息瞄準鏡+G23.FTS）、延長彈匣（增至45發）及熱能探測式瞄準鏡。
- 2007年—：型號為M16A4，由步槍兵和擲彈兵所使用，使用金屬瞄具。
- 2007年—《穿越火線》：型號為M16A1、M16A3以及M16A4：
  - M16A1命名為“M16”，作為游戲初始武器登場，無法被玩家主動銷毀，以30發彈匣供彈，同時亦可在商城內以9000GP購買并永久使用。
  - 游戲中的M16A3被命名為“M16A2”，換裝RAS導軌護木，以35發彈匣供彈，在商城內以CF點販賣。
  - M16A4命名為“M16A4”，使用折疊槍托并加裝消音器，卻預設設定可以進行全自動射擊，以35發彈匣供彈，在商城內以CF點販賣。
- 2007年—：型號為M16A4和M16A1：
  - M16A4最早於韓國版於2010年12月2日時推出，使用迷彩色槍身可以在樹林、廢棄工廠等地方作偽裝，並且通過M5 RAS護木上的MIL-STD-1913戰術導軌安裝了前握把，在每次射擊後防塵蓋會自動閉上，而且在第一人稱視角的武器模組採用鏡像佈局（右手持槍時拋殼口及復進助推器在左邊）。港台地區於2010年4月6日推出，並命名為「黑天使M16A4」；中國大陸版於2010年3月24日時推出，並命名為「M16A4」；在各地版本均已開放使用。
  - M16A1最早於韓國版於2011年10月10日時推出，使用黑色槍身、全長度三角形護木和固定型提把式瞄準具，可以在全自動和半自動模式之間切換。玩家對其上膛時是拉動復進助推器而非拉機柄、在每次射擊後防塵蓋會自動閉上，而且除衍生型外其第一人稱視角的武器模組採用鏡像佈局（右手持槍時拋殼口及復進助推器在左邊）。港台地區和中國大陸版於2012年10月24日推出，前者命名為「墮天使M16A1」，後者命名為「M16A1」。
- 2007年—《戰地之王》：早期推出的是M16A2，以後推出其一系列變種。2013年推出M16的早期版本，越戰時期的M16A1，命名為M16 VN（VN指的是越南英文的簡寫），紅票購買。2014年又推出M16A4。這些槍又相繼推出其皮膚版本或特殊塗裝版本。
- 2008年—：型號為M16A3，並且下掛著M203榴彈發射器，合稱為「M16」，以50發彈匣供彈。在每次射擊後防塵蓋會自動閉上，而且第一人稱視角的武器模組採用鏡像佈局（拋殼口在左邊）。多人遊戲時能夠由突擊兵所使用。
- 2008年—：型號為M16A2，有別於真槍能夠全自動射擊，命名為「突擊步槍」，以50發彈匣供彈，附有手電筒。
- 2009年—：型號為M16A2，有別於真槍能夠全自動射擊，命名為「M16突擊步槍」，以50發彈匣供彈，附有手電筒。
- 2010年—：型號為M16A4，命名為「M16A2」，以30發彈匣供彈，只能三發點放。在每次射擊後防塵蓋會自動閉上，而且第一人稱視角的武器模組採用鏡像佈局（拋殼口在左邊）。多人遊戲時能夠由突擊兵所使用，並可使用M203榴彈發射器、GP-25附加型榴彈發射器、ACOG光學瞄準鏡、PSO-1光學瞄準鏡。
  - M16A1亦在DLC《再戰越南》中登場，命名為「M16A1」，全自動射擊。
- 2010年—《榮譽勳章》：型號為M16A4，僅在聯機模式中出現，由聯軍步槍兵所使用，可裝上M203榴彈發射器及各種瞄準鏡。在空倉重新裝填後玩家角色不會為槍械上膛。
- 2010年—：命名為“軍用步槍”（Service Rifle），主要為新加州共和國軍（New California Republic Army）所使用。型號為M16配上AR-10的槍托和提把并去除可調節照門，槍托和護木改為木質（輻射世界中塑料極為稀缺），只可半自動射擊。可裝上升級復進簧（Upgraded Spring，加快射速）和鍛造機匣（Forged Receiver，增加耐久）。DLC“Honest Hearts”中有一特殊版本“Survivalist's Rifle”（倖存者步槍），發射12.7mm口徑手槍彈，射速減慢，彈匣容量減至10發。
- 2010年—：型號為柯爾特604型，命名為「M16」，戰役模式中為全自動射擊，在聯機模式被改為三發點放。戰役模式當中由美國海軍陸戰隊、美軍援越司令部研究觀察團和美國中央情報局特別活動部所使用。造型上使用20發彈匣供彈實際卻裝填了30發子彈，而且裝上瞄準鏡後會移除提把。聯機模式及殭屍模式時於等級1解鎖，並可使用M203榴彈發射器、延長彈匣（增至45發）、雙彈匣、火焰噴射器、紅點鏡、下掛式霰彈槍、ACOG光學瞄準鏡、紅外線探測式瞄具、消音器、反射式瞄準鏡。僵尸模式有一種特殊型號"頭骨破碎機"。
- 2011年—：型號為M16A4，裝上“Mk 1 ACOG瞄準鏡”，以30發彈匣供彈但只裝填20發，並由美國抵抗戰士、美國海軍陸戰隊及朝鮮人民軍所使用。
- 2011年—：型號為M16A3和M16A4，卡其色塗裝，裝有M5 RAS戰術導軌護木。射擊選擇桿長期地處於半自動模式。單人模式中由美國海軍陸戰隊第一偵察營「盲流1-3」使用。聯機模式中為美軍突擊兵專用武器，並可使用M320榴彈發射器、下掛式霰彈槍、紅點鏡、ACOG光學瞄準鏡及消音器等改裝。
- 2012年—《II》：型號為柯爾特604型，錯誤地命名為「M16A1」，造型上使用20發彈匣供彈卻可裝彈30發，而且裝上瞄準鏡後會移除提把。只在戰役模式和殭屍模式中登場，在戰役模式時可全自動射擊，而在殭屍模式則被改為三發點放，戰役模式中由美國中央情報局特別活動部特工亞歷克斯·梅森、弗蘭克·伍茲和美軍士兵所使用，於玩家完成“因果”關卡以後解鎖。能夠使用：反射式瞄準鏡、ACOG光學瞄準鏡、抑制器、長槍管、延長彈匣（增至45發）、快速重裝彈匣、榴彈發射器以及擊發調變式。
- 2012年—《突擊風暴》：實際型號為M16A1。在遊戲裡稱為“M16”，為新手用槍。
- 2012年—《戰爭前線》：型號為M16A4與柯爾特950輕機槍版，均為步槍手專用武器。
  - M16A4命名為“M16A4”，為全自動射擊，使用30發STANAG彈匣供彈，并可以改裝槍口配件（通用消音器、突擊消音器、突擊制退器、突擊刺刀）、戰術導軌配件（通用握把、突擊握把、突擊握把架、槍掛型榴彈發射器）以及瞄准鏡（EoTech 553全息瞄准鏡、綠點全息瞄准鏡、ELCAN SpecterDS瞄准鏡、紅點瞄准鏡、步槍高級瞄准鏡、Trijicon ACOG瞄准鏡），裝上瞄準鏡後會移除前瞄具。擁有黃金版本，強化威力，射程與載彈。
    - 歐美服務器原為專家解鎖武器，在某此更新後下架，重新上架後為抽獎武器；俄羅斯服務器為抽獎武器；中國大陸服務器尚未實裝

  - 柯爾特950輕機槍版被命名為“M16A2 LMG”，定義為機槍，使用100發C-Mag彈鼓供彈，并可以改裝槍口配件（通用消音器、突擊消音器、突擊制退器）、戰術導軌配件（通用握把、突擊握把、機槍兩腳架）以及瞄准鏡（EoTech 553全息瞄准鏡、綠點全息瞄准鏡、ELCAN SpecterDS瞄准鏡、紅點瞄准鏡、步槍高級瞄准鏡）。裝上瞄準鏡後會移除前瞄具。
    - 俄羅斯與中國大陸服務器無需解鎖即可購買，歐美服原為專家解鎖武器，但某次更新後下架，重新上架後無需解鎖即可購買。
- 2013年—《絕對武力Online 2》：型號為M16A2，命名為“M16A2”。
- 2013年—：型號為M16A4，載彈量30+1發，射擊選擇桿長期地處於半自動模式。單機模式中能夠在解鎖後由主角丹尼爾·雷克所使用。聯機模式中為突擊兵的解鎖武器。
- 2013年—《2》：型號為M16A4（預設），命名為「AMR-16」，能夠全自動射擊。可在黑市購買後並另外花費自行組裝。
- 2014年—《叛亂（英语：Insurgency (video game)）》：型號為M16A4，安全部隊專用武器。
- 2014年—：型號為M16A4，只在聯機模式登場。
- 2015年—《III》：於2017年2月7日一次更新中添加到遊戲內，型號為柯爾特604型，命名為「M16」，只於聯機模式登場。被設定為三發點放模式、使用20發彈匣供彈卻可裝填30發子彈，而且裝上瞄準鏡後會移除提把。
- 2015年—：型號為M16A3，歸類為突擊步槍、以黑色馬格普P-MAG彈匣供彈，載彈量30+1發。射擊選擇桿長期處於半自動模式。能夠由執法機關操作者所使用（罪犯解鎖條件為：以任何陣營進行遊戲使用該槍擊殺1250名敵人後購買武器執照），價格為$37,500。可加裝各種瞄準鏡（反射、眼鏡蛇、全息瞄準鏡（放大1倍）、PKA-S（放大1倍）、Micro T1、SRS 02、Comp M4S、M145（放大3.4倍）、PO（放大3.5倍） 、ACOG（放大4倍）、PSO-1（放大4倍）、IRNV（放大1倍）、FLIR（放大2倍））、附加配件（傾斜式機械瞄具、傾斜式紅點鏡、延長彈匣（增至35+1發）、電筒、戰術燈、激光瞄準器、穿甲曳光彈）、槍口零件（制退器、補償器、重槍管、抑制器、消焰器）及握把（垂直握把、粗短握把、直角握把）。單人模式之中能夠由主角尼古拉斯·門多薩所使用，也普遍由罪犯和「理想結果」的承包人員所使用。
  - 該武器具有特殊換彈動作。
- 2015年—《戰術小隊》：有M16A4和M16A2两种型号，由美國海軍陸戰隊和车臣叛军所使用。
- 2016年—《殺戮空間2》：型號為M16A4，裝上M203榴彈發射器並透過戰術導軌裝上售後市場後照準器。
- 2016年—：型號為M16A3，外觀上帶有嚴重鏽跡并在護木與槍托上纏繞多根扎帶，命名為“突擊步槍”，可以通過更換機匣變更為LMG和榴彈發射器。
- 2016年—《少女前線》：型號為M16A1，為劇情贈送4星AR戰術人形，不可建造，遊戲設定中，為AR小隊中的成員。
- 2017年—《絕地求生》：型號為M16A4，可裝備配件包括：紅點瞄準器、全息瞄準器、2倍瞄準鏡、3倍瞄準鏡、4倍瞄準鏡、6倍瞄準鏡、消焰器、槍口補償器、消音器、擴容彈匣、快速彈匣、快速擴容彈匣。可使用單發或三發點放。
- 2017年—《風起雲湧2：越南（英语：Rising Storm 2: Vietnam）》：型號為M16A1，由美軍和南越軍陣營所使用。
- 2018年—《叛亂：沙漠風暴》：登場型號為M16A2和M16A4，分別為叛軍和安全部隊專屬武器。
- 2018年—《地面部隊》（Ground Branch）：型號為M16A4，配備M5 RAS戰術導軌護木。
- 2018年—《5》：為DLC追加的武器，型號為M16A1，命名為“M-16”，具備三發點放模式，而且沒有空倉掛機。
- 2019年—：型號為M16A1，裝上自製的倍率瞄準鏡，具備三發點放模式。
- 2020年—《決勝時刻：黑色行動冷戰》：型號為M16A1及M16A2，前者命名為“M16A1”，只在戰役模式登場，由美軍援越司令部研究觀察團、美國陸軍和中央情報局特別活動部所使用。後者命名為“M16”，歸類為“戰術步槍”。外觀上配備20發彈匣，但實際裝填30發子彈。
- 2021年—《戰地風雲2042》：型號為M16A2及M16A3，作為戰地風雲入口的武器登場。
- 2021年—《極地戰嚎6》: 型號為M16A1,命名為“M16 A1”，具備三發點放模式，可加裝槍口抑制器、瞄具、外紅點瞄鏡等。
- 2022年—《決勝時刻：現代戰爭II 2022》：型號為M16A3（射擊選擇桿刻文為“Auto”），具三發點放模式而非全自動模式，命名為“M16”。
- 2024年— 《三角洲行动》:型号为M16A4，命名为“M16A4突击步枪”。

### 動畫
- 2002年—《全金屬狂潮》
- 2006年—：型號為M16A1，由片中多個派別的黑幫所使用。也在OVA中於回憶情節中由參與越戰的美軍士兵所使用。
- 2008年—《骷髏13》：一把裝上光學瞄準鏡的M16A2為男主角迪克·東鄉／骷髏13所使用的愛槍。
- 2012年—《槍械少女》：M16A4以萌擬人化女高中生形象登場。
- 2018年—《刀劍神域外傳Gun Gale Online》：型號為M16A1，由部份GGO玩家所使用。
- 2022年—《少女前線》：型號為M16A1，槍械擬人化。
- 2024年—《刀劍神域外傳Gun Gale Online》第2季：M16A1由部份SJ3參賽者所使用。

### 小說
- 2014年—《刀劍神域外傳Gun Gale Online》：型號包括：M16早期型、M16A2及M16A3：
  - M16早期型於第一卷中由“Pitohui”所使用。
  - M16A2及A3由個別GGO玩家所使用。

## 註解
1. ↑  M16上機匣容納槍機總成，整塊部件有人稱為機框、槍機框、槍機座，這個稱呼不恰當，請搜尋M16  Upper Receiver或AR-15/M16 Upper Receiver資訊後能理解

## 外部鏈接
- （英文）— Colt's Manufacturing: The M16A4 Rifle （页面存档备份，存于）
- （中文）—AR-15/M16专辑 （页面存档备份，存于）
- （英文）—柯爾特：M16A4步槍
- （英文）—M16全自動步槍 （页面存档备份，存于）
- （英文）—現代槍械 （页面存档备份，存于）
- （英文）—槍械園地：5.56毫米彈藥發展歷程
- （英文）—M16戰鬥訓練手冊 （页面存档备份，存于）（PDF）
- （英文）—步槍射擊術M16A1, M16A2/3, M16A4和M4卡賓槍（戰地手冊） （页面存档备份，存于）
- （英文）—適用於M16A2、M16A3、M16A4 5.56毫米步槍。M4、M4A1 5.56毫米卡賓槍操作手冊
- （英文）—1965年的早期XM16E1改型的訓練視頻，可以從www.archive.org免費下載
- （英文）—M16 and AR-15 - How firearms work! (Animation) （页面存档备份，存于）
- （英文）—AR-15 Bolt Carrier and Rifle Cut Away Demonstration  AR-15 槍機總成剖面視圖及上下機匣剖面視圖說明影片 （页面存档备份，存于）